# 鬼頭明里
鬼頭 明里（きとう あかり、1994年10月16日 - ）は、日本の女性声優、歌手。愛知県名古屋市出身。ラクーンドッグ所属。レコードレーベルはポニーキャニオン。
代表作は『鬼滅の刃』（竈門禰󠄀豆子）、『ようこそ実力至上主義の教室へ』（堀北鈴音）、『ラブライブ！虹ヶ咲学園スクールアイドル同好会』（近江彼方）、『安達としまむら』（安達）、『ウマ娘 プリティーダービー』（セイウンスカイ）、『ブレンド・S』（日向夏帆）、『私に天使が舞い降りた！』（姫坂乃愛）、『まちカドまぞく』（千代田桃）、『虚構推理』（岩永琴子）、『Re:ステージ! ドリームデイズ♪』（月坂紗由）など。

## 略歴
幼い頃から父の影響でアニメやゲーム、漫画などに親しんでいた。中学生になると、声優の色々なアニメのラジオ番組を聴き始めて、「アニメについて話している声優さんって、すごく楽しそうな人たちだな、これがお仕事だと楽しそう」と思ったことが、声優になりたいと思ったきっかけである。しかし声優になるためにはどうすればいいか調べていたところ、上京しないと無理だとわかり、しばらく断念した。
高校時代はオタク友達と集まってアニメ雑誌を回し読みしたり、『けいおん!』『涼宮ハルヒの憂鬱』と言った京都アニメーション作品やニコニコ動画を観ており、その影響で軽音楽部に所属。地元・愛知に愛着があったために、高校卒業後は「親のお金で地元の大学に通わせてもらえるなら行こう」というぐらいの気持ちであった。ところが、親には「お金はない。自分で奨学金を借りて、行きたいなら行きなさい」と言われ、その時に「自分で借りてまで大学に行かなくていいな。じゃあ何をしようかな」と思った。高校時代に自分の進路を考えた結果、「声優に挑戦するしかない」「ビッグになって家族に恩返しをしたい」という思いを持ち卒業後は上京し、プロ・フィット声優養成所に入所。養成所時代の2014年に『六畳間の侵略者!?』の藍華真希役でデビュー。
養成所を卒業後、2015年4月よりプロ・フィットの準所属、2019年4月より正所属となった。同年には10月16日の誕生日に歌手としてメジャーデビューを果たした。
2019年10月、ニュータイプアニメアワード2018 - 2019において女性声優賞を受賞し、『鬼滅の刃』で鬼頭が演じた竈門禰󠄀豆子も女性キャラクター賞を受賞している。
2020年10月11日、劇場版『鬼滅の刃無限列車編』公開記念の東京スカイツリー点灯式に花江夏樹、松岡禎丞らと共に出席。
2021年、第15回声優アワードにて助演女優賞を受賞。
プロ・フィットのプロダクション業務閉鎖に伴い、2022年4月1日よりラクーンドッグ所属となった。
2023年、第17回声優アワードにて、「虹ヶ咲学園スクールアイドル同好会」として歌唱賞を受賞。
2023年2月3日、『ワールドツアー上映「鬼滅の刃」上弦集結、そして刀鍛冶の里へ』の公開記念にあわせ、浅草寺で行われる節分会で他キャストとともに観客に向けて豆まきを行った。

## 人物
趣味・特技は、絵を描く事、歌う事、湯切り。特に絵は「ものすごく上手」と評され、イラストレーターを目指すか迷った時期もある。高校生の頃は母が歯科でパートの仕事をしていたため、同じところに行っていた。高校卒業後、本格的にアルバイトをしていた時は、歯科の場所は変わったが同じ職種を選び、週5くらいで働いていた。湯切りについてはラーメン屋でアルバイト経験があるためで、「湯切りん」という愛称もある。また出身地の名物であるスガキヤラーメンも好きだと語っている。『坂道のアポロン』が声優を目指すきっかけになった作品だとしている。
地声はかなり低い。当初はコンプレックスを抱いていたが、デビュー後はその声が「すごくいい」と言われる機会が増え、逆に自信を持てるようになったという。
『ようこそ実力至上主義の教室へ』で共演した久保ユリカは、「クールそうに見えるけど、すごく人好きする」、「誰とでもお話してるし、みんなに愛されるタイプ」と評している。鬼頭は自らの性格は「マイペース」であり、また「あまり人に嫌われたくないタイプ」、「ひとりがイヤなタイプ」だと自己分析している。アニメ、漫画、ゲームが大好きな、自他共に認めるオタクである。
『鬼滅の刃』で演じた竈門禰󠄀豆子については「私の人生を180度変えてくれた子。周りの目を変えてくれた。演じたことのない、しゃべらないでうなり声で表現する子、表現の幅を広げた意味で変えてくれた子」と語っている。
『地縛少年花子くん』で緒方恵美と共演した際に、緒方から掛け合いの演技について指摘され、芝居への姿勢が変わったとしている。
妹（8月19日 - ）がおり、鬼頭のイベントのグッズのイラストを担当していたこともある。

## 出演
太字はメインキャラクター。

### テレビアニメ
2014年
- 信長協奏曲
- 六畳間の侵略者!?（藍華真希）
- 繰繰れ! コックリさん（クラスメイト）
- 結城友奈は勇者である -結城友奈の章-（女子生徒A）
- オオカミ少女と黒王子（矢島カナ）
- ソードアート・オンラインII（女子生徒）
- まじっく快斗1412

2015年
- 聖剣使いの禁呪詠唱（女性店員、ベレズツカヤ姉、女店員）
- クロスアンジュ 天使と竜の輪舞（メアリー）
- 高宮なすのです! 〜てーきゅうスピンオフ〜（屋敷さん）
- ランス・アンド・マスクス（男の子）

2016年
- 僕だけがいない街（ヒロミ）
- 少年メイド（中島晶）
- タブー・タトゥー（アリヤバータ、猫）
- タイムボカン24（2016年 - 2018年、カレン） - 2シリーズ
- Lostorage incited WIXOSS（2016年 - 2018年、女子生徒、友人A、莉緒の友達、女子高生、レイラ） - 2シリーズ
- てーきゅう（カーナビ、店員、ルーツ） - 2シリーズ

2017年
- 南鎌倉高校女子自転車部（森渚）
- スクールガールストライカーズ Animation Channel（観衆）
- テイルズ オブ ゼスティリア ザ クロス（リンダ）
- アリスと蔵六（雛霧よなが）
- ひなこのーと（女子部員）
- ようこそ実力至上主義の教室へ（2017年 - 2024年、堀北鈴音） - 3シリーズ
- 徒然チルドレン（飯島香奈）
- プリンセス・プリンシパル（リリ）
- ブレンド・S（日向夏帆） - 第5話、第11話のサブタイトル文字、第2話百合イラストも担当
- マーベル フューチャー・アベンジャーズ（ミズ・マーベル／カマラ・カーン）
- UQ HOLDER! 〜魔法先生ネギま!2〜（雪広みぞれ）

2018年
- ラーメン大好き小泉さん（中村美沙）
- グランクレスト戦記（シルーカ・メレテス）
- ウマ娘 プリティーダービー（2018年 - 2021年、セイウンスカイ） - 2シリーズ
- ラストピリオド -終わりなき螺旋の物語-（キカザル）
- 七星のスバル（碓氷咲月）
- アイカツフレンズ!（2018年 - 2019年、友希かずね〈9歳〉、新海リンナ、女性スタッフ） - 2シリーズ
- はるかなレシーブ（棚原愛衣）
- PERSONA5 the Animation（スタイリスト）
- SSSS.GRIDMAN（はっす） - 2023年に劇場総集編公開
- 叛逆性ミリオンアーサー（ミシェル）

2019年
- 私に天使が舞い降りた!（姫坂乃愛）
- ドメスティックな彼女（藤井夏生〈幼少〉）
- ひとりぼっちの○○生活（本庄アル）
- 鬼滅の刃（2019年 - 2024年、竈門禰󠄀豆子） - 5シリーズ
- ナカノヒトゲノム【実況中】（更屋敷カリン）
- Re:ステージ! ドリームデイズ♪（月坂紗由）
- まちカドまぞく（2019年 - 2022年、千代田桃） - 2シリーズ
- 魔王様、リトライ!（イーグル）
- 超人高校生たちは異世界でも余裕で生き抜くようです!（ミリンダ）
- アズールレーン（長良、五十鈴）

2020年
- 地縛少年花子くん（2020年 - 2025年、八尋寧々） - 3シリーズ
- 虚構推理（2020年 - 2023年、岩永琴子） - 2シリーズ
- アイカツオンパレード!（新海リンナ）
- 波よ聞いてくれ（阿曽原律子）
- 富豪刑事 Balance:UNLIMITED（野村穀）
- うまよん（セイウンスカイ〈ブルースカイ〉）
- トニカクカワイイ（2020年 - 2023年、由崎司） - 2シリーズ
- ラブライブ!虹ヶ咲学園スクールアイドル同好会（2020年 - 2022年、近江彼方） - 2シリーズ
- 安達としまむら（安達）
- 戦翼のシグルドリーヴァ（アルマ・コントーロ）

2021年
- 怪病医ラムネ（柏木琴）
- EX-ARM エクスアーム（アルマ）
- 魔術士オーフェンはぐれ旅 キムラック編（メッチェン・アミック）
- 俺だけ入れる隠しダンジョン（ルナ）
- Fairy蘭丸〜あなたの心お助けします〜（英子）
- 新幹線変形ロボ シンカリオンZ（2021年 - 2022年、碓氷アブト）
- シャドーハウス（2021年 - 2022年、ケイト） - 2シリーズ
- バトルアスリーテス大運動会 ReSTART!（リディア・ガートランド）
- オッドタクシー（三矢ユキ〈本物〉）
- 出会って5秒でバトル（ヤン）
- 月が導く異世界道中（2021年 - 2024年、澪 / 黒蜘蛛） - 2シリーズ
- マギアレコード 魔法少女まどか☆マギカ外伝 2nd SEASON -覚醒前夜-（黒羽根〈宮尾時雨〉）
- キミとフィットボクシング（カレン）
- ジャヒー様はくじけない!（謎の光）

2022年
- ニンジャラ（2022年 - 2024年、ベレッカ）
- 明日ちゃんのセーラー服（兎原透子）
- CUE!（名木原琴子）
- BIRDIE WING -Golf Girls' Story-（2022年 - 2023年、イヴ） - 2シリーズ
- RPG不動産（ネズミ子）
- カッコウの許嫁（2022年 - 2025年、天野エリカ） - 2シリーズ
- Engage Kiss（緒方カンナ）
- プリマドール（レーツェル）
- 咲う アルスノトリア すんっ!（ソーン・H）
- まめきちまめこニートの日常（2022年 - 2023年、まめきちまめこ） - 2シリーズ
- ある朝ダミーヘッドマイクになっていた俺クンの人生（蔵前ぱんだ）

2023年
- にじよん あにめーしょん（2023年 - 2024年、近江彼方） - 2シリーズ
- 英雄王、武を極めるため転生す 〜そして、世界最強の見習い騎士♀〜（イングリス・ユークス）
- 東京リベンジャーズ（三ツ谷マナ）
- 最強陰陽師の異世界転生記（メイベル・クレイン）
- 解雇された暗黒兵士（30代）のスローなセカンドライフ（レーディ）
- 神無き世界のカミサマ活動（ミタマ）
- 異世界でチート能力を手にした俺は、現実世界をも無双する〜レベルアップは人生を変えた〜（宝城佳織）
- ちびゴジラの逆襲（小美人〈妹〉）
- アリス・ギア・アイギス Expansion（新居目安里）
- NieR:Automata Ver1.1a（2023年 - 2024年、オペレーター） - 2シリーズ
- お嬢と番犬くん（瀬名垣一咲）
- 放課後少年花子くん（2023年 - 2024年、八尋寧々、訪問者〈寧々〉） - 2シリーズ
- 婚約破棄された令嬢を拾った俺が、イケナイことを教え込む（リーゼロッテ・クロフォード）

2024年
- 魔都精兵のスレイブ（羽前京香）
- 佐々木とピーちゃん（お隣さん）
- 神は遊戯に飢えている。（レオレーシェ）
- 結婚指輪物語（2024年 - 、ヒメ） - 2シリーズ
- 出来損ないと呼ばれた元英雄は、実家から追放されたので好き勝手に生きることにした（ナレーション、アンリエット）
- ダンジョン飯（ベニチドリ）
- 夜桜さんちの大作戦（夜桜二刃）
- 戦隊大失格（2024年 - 2025年、雪野アンジェリカ） - 2シリーズ
- 2.5次元の誘惑（橘美花莉）
- 女神のカフェテラス（松島幸子）
- アオのハコ（2024年 - 2025年、蝶野雛）
- 妖怪学校の先生はじめました!（2024年 - 2025年、座敷紅子）

2025年
- 沖縄で好きになった子が方言すぎてツラすぎる（喜屋武飛夏）
- 全修。（初恋ファーストラブの主人公）
- プリンセッション・オーケストラ（図書委員 / 風花すみれ）
- 前橋ウィッチーズ（保坂優愛）
- ばっどがーる（鹿目もみじ）
- グノーシア（SQ）
- SI-VIS: The Sound of Heroes（μ）

時期未定
- 魔法少女育成計画 restart（＠娘々）

### 劇場アニメ
2010年代
- 音楽少女（2015年、動画ナレーション）
- 猫企画（2018年、ムクミ）

2020年
- 劇場版 鬼滅の刃 無限列車編（竈門禰󠄀豆子）

2022年
- DEEMO サクラノオト -あなたの奏でた音が、今も響く-（サニア）
- 映画 オッドタクシー イン・ザ・ウッズ（三矢ユキ）
- 私に天使が舞い降りた! プレシャス・フレンズ（姫坂乃愛）

2023年
- グリッドマン ユニバース（はっす）
- しん次元! クレヨンしんちゃん THE MOVIE 超能力大決戦 〜とべとべ手巻き寿司〜（深谷ネギコ）
- 劇場版 乙女ゲームの破滅フラグしかない悪役令嬢に転生してしまった…（ナシート）

2024年
- 映画 ラブライブ!虹ヶ咲学園スクールアイドル同好会 完結編（2024年 - 2025年、近江彼方） - 全3章
- がんばっていきまっしょい（兵頭妙子）
- PUI PUI モルカー ザ・ムービー MOLMAX（乙姫様）

2025年
- 劇場版 鬼滅の刃 無限城編 第一章 猗窩座再来（竈門禰󠄀豆子）

### OVA
2010年代
- 終わりのセラフ（2016年、少女） - コミックス第11巻限定版
- Lostorage conflated WIXOSS -missing link-（2017年、レイラ） - カードセット同梱
- UQ HOLDER! 〜魔法先生ネギま!2〜（2018年、雪広みぞれ） - コミック第16・17巻OAD付き限定版
- ウマ娘 プリティーダービー BNWの誓い（2018年、セイウンスカイ）
- 私に天使が舞い降りた!（2019年、姫坂乃愛） - Blu-ray&DVD第3巻特典
- 中高一貫!!キメツ学園物語 鬼滅の宴 特別編（2019年、竈門襧豆子）

2020年代
- トニカクカワイイ 〜SNS〜（2021年、由崎司）
- アリス・ギア・アイギス 〜ドキッ！アクトレスだらけのマーメイドグランプリ♡〜（2021年、新居目安里） - OVA視聴用QRコード同梱商品
- ラブライブ!虹ヶ咲学園スクールアイドル同好会 NEXT SKY（2023年、近江彼方）

### Webアニメ
2019年
- まちカドまぞくみに（2019年 - 2022年、千代田桃） - 2シリーズ
- 虚構推理 ミニアニメ（2019年 - 2022年、岩永琴子、バイト） - 2シリーズ

2020年
- 虫籠のカガステル（リジー）
- ニンジャラ エピソード0 ニンジャガム誕生（ベレッカ）
- 安達としまむら ミニアニメ（2020年 - 2021年、安達）
- 英雄王、武を極めるため転生す 〜そして、世界最強の見習い騎士♀〜 ミニアニメ（2020年 - 2023年、イングリス・ユークス）

2021年
- 落下生（ヒロイン）
- ドキドキ！ミニミニ！隠しダンジョン劇場（ルナ）
- 中高一貫!!キメツ学園物語 バレンタイン編（竈門襧豆子）
- 最強でんでん x 招かれざる客（春姫）

2022年
- 「あなたを一言で表してください」の質問が苦手だ。（ミチル）
- ミコノート 第"0"話 -前日譚-（アサハナヒメ）
- カッコウのいいかげん！（天野エリカ）
- うまゆる（2022年 - 2023年、セイウンスカイ）
- トニカクカワイイ（2022年 - 2023年、由崎司） - 2シリーズ
- ブルーアーカイブ「beautiful day dreamer」（静山マシロ）

2023年
- 最強陰陽師の異世界転生記 みに（メイベル・クレイン）
- ウマ娘 プリティーダービー ROAD TO THE TOP（セイウンスカイ）
- ヤキトリ（アマリヤシュルツ）

2024年
- Enter The Garden（Haru）
- じゃんたま カン!!（姫川響）

2025年
- 恋するワンピース（吉岡咲灯）
- うまゆる ぷりてぃ〜ぐれい（セイウンスカイ）

### ゲーム
2014年
- 猫耳さばいばー!（クローテッド、サチ、菫子）

2015年
- 家電少女（カリナ、ミスティ、ちよ、テリア、マナ）
- ソードアート・オンライン コード・レジスタ（アマネ）
- ピルグリムサーガ（イリヤ）
- 艦隊これくしょん -艦これ-（2015年 - 2022年、Libeccio、風雲、沖波、岸波、Maestrale） - 3作品

2016年
- リーリヤのおともだち（クローテッド）
- バンドやろうぜ!（アヤ）
- 一血卍傑-ONLINE-（スザク、ウンガイキョウ、ライジン）
- かんぱに☆ガールズ（エアリス・リデル）
- シンデレラナイン（有原ゆい）
- フィギュアヘッズ（ソフィー）

2017年
- League of Angels II（フリダ、ゼノビア、ヒルダ）
- エンドライド -X fragments-（チッピー）
- モン娘☆は〜れむ（ルーヴァル）
- VBX（鈴音ちえ）
- 参考書連動「エターナル・スターダスト」（上杉凛）
- 白猫プロジェクト（2017年 - 2020年、ルビィ、竈門禰豆子）
- フィギュアヘッズ エース（ソフィー）
- UNDER NIGHT IN-BIRTH（2017年 - 2020年、アゼル、小松） - 2作品
- Re:ステージ!プリズムステップ（2017年 - 2023年、月坂紗由、千代田桃、リディア・ガートランド）
- 神式一閃 カムライトライブ（サヤ）
- マギアレコード 魔法少女まどか☆マギカ外伝（2017年 - 2022年、木崎衣美里、宮尾時雨）
- トラウマ＊トラウム〜翠眼の人形〜（リリー・マイヤー）
- 天華百剣 -斬-（三十二年式軍刀甲）

2018年
- きららファンタジア（2018年 - 2022年、日向夏帆、千代田桃）
- アズールレーン（2018年 - 2021年、長良、五十鈴、阿武隈、はっす） - 2作品
- ネギマテ UQ HOLDER! 〜魔法先生ネギま!2〜（雪広みぞれ）
- 空と海が、ふれあう彼方（白瀬恵海莉）
- キングスレイド（アセリカ）
- ブレイブソード×ブレイズソウル（2018年 - 2022年、サーペンテイン、リア・ファル、丑王アコ、ルナサの祭壇）
- ラブライブ! スクールアイドルフェスティバル（2018年 - 2023年、近江彼方）
- オルタンシア・サーガ -蒼の騎士団-（ヴァレッタ）
- グランクレスト戦記 戦乱の四重奏（シルーカ・メレテス）
- グランクレスト戦記（シルーカ・メレテス）
- ソードアート・オンライン フェイタル・バレット（リエーブル〈LIEVRE〉）
- サファイア・スフィア〜蒼き境界〜（ウートガルザ、マリオネ）
- アンジュ・ヴィエルジュ 〜ガールズバトル〜（コードΩ43 トリノ）
- ブラウンダスト（ベロニア、イスネルフ）
- Shadowverse（レイピアマスター、ドラゴニックシューター、安息の使徒 他）
- 蒼青のミラージュ（仁淀）
- キャプテン翼ZERO 〜決めろミラクルシュート〜（内山綾乃）
- ラスト・エシュリオン（シビラ）
- 恒星少女（アルレシャ）

2019年
- ダークリベリオン-DArK Rebellion-（アテナ）
- アリス・ギア・アイギス（2019年 - 2024年、新居目安里）
- ラストイデア（アンジェリカ）
- 禍つヴァールハイト（ソフィア）
- 御城プロジェクト:RE（2019年 - 2025年、佐竹城、千賀地氏城、クラック・デ・シュヴァリエ、豊臣秀吉）
- ムービーマスター
- ブラッドステインド:リチュアル・オブ・ザ・ナイト（アン・ノールズ）
- 蒼藍の誓い ブルーオース（ラングレー、ノーフォーク）
- ちょいと召喚! モンスターバスケット（ウリエル）
- AI: ソムニウム ファイル（アイボゥ）
- けものフレンズ3（オジロヌー）
- ラブライブ! スクールアイドルフェスティバル ALL STARS（2019年 - 2023年、近江彼方）
- アルカ・ラスト 終わる世界と歌姫の果実（セシリア）
- 東方キャノンボール（博麗霊夢）
- ワールドフリッパー（2019年 - 2021年、タチアナ、シャ・スス、レヴィ）
- 異世界で始める偉人大戦争 〜陣取りしてみませんか〜（明智光秀）
- アークザラッド R（レベッカ）
- クラッシュフィーバー（アインシュタイン、トラヴァー、レプリカトラヴァー）

2020年
- アークナイツ（サイレンス）
- モンスターストライク（2020年 - 2025年、ラプラス、竈門禰󠄀豆子、夜桜二刃、橘美花莉）
- ラストクラウディア（クレア）
- ガール・カフェ・ガン（ジョウ・シジュウ）
- クイズRPG 魔法使いと黒猫のウィズ（ポセイドンII / ネーレイス）
- 刀使ノ巫女 刻みし一閃の燈火（朝比奈北斗）
- 共闘ことばRPG コトダマン（2020年 - 2023年、シノブ、デスマーチメイド、カノープス、ンライ、竈門禰󠄀豆子）
- ラストピリオド -終わりなき螺旋の物語-（キカザル）
- 阿卡迪亞（奧菲莉亞）
- グランブルーファンタジー（2020年 - 2024年、イルノート、竈門禰󠄀豆子）
- プリンセスコネクト！Re:Dive（2020年 - 2024年、ミソラ / 流魅空）
- Fate/Grand Order（2020年 - 2025年、宇津見エリセ）
- エコーズオブパンドラ（エレファント、マウス）
- フィーバーダンク：ザ・ロード・オブ・チャンピオン（柊青依）
- エルダーアーク（メル・マルトー）
- エンゲージソウルズ（カナン）
- 放置少女〜百花繚乱の萌姫たち〜（最上義光、滝夜叉姫、坂田金時）
- ポケモンマスターズ / EX（2020年 - 2024年、セレナ）
- 神撃のバハムート（アイカ）
- V4（イブリン）
- 原神（2020年 - 2022年、バーバラ）
- パズル&ドラゴンズ（竈門禰󠄀豆子）
- Epic Seven-エピックセブン-（ロエンナ）
- グリザイア クロノスリベリオン（2020年 - 2023年、汐巳芹霞） - 2作品
- ALTDEUS: Beyond Chronos（クロエ）
- Fit Boxing 2 -リズム&エクササイズ-（カレン）
- OCTOPATH TRAVELER 大陸の覇者（2020年 - 2021年、ネフティ、ブリジット、ユーニィ）
- ボンバーガール（オリーヴ）

2021年
- RANBU 三国志乱舞（周瑜）
- ブルーアーカイブ -Blue Archive-（静山マシロ）
- ウマ娘 プリティーダービー（2021年 - 2024年、セイウンスカイ）
- ドラゴンクエストライバルズ（ターニア）
- 咲う アルスノトリア（ソーン・H）
- MAGLAM LORD / マグラムロード（キルリザーク〈女〉）
- 戦姫コマンドー（マージ、九重陽菜乃、秋月しずる、アリバン）
- 世界革命RPG ロードオブヒーローズ（ヴァネッサ）
- 神田アリスも推理スル。（穂高明）
- アニマエ・アルケー（灰音〈ハイネ〉、響喜〈ヒビキ〉）
- 結城友奈は勇者である 花結いのきらめき（2021年 - 2022年、天馬美咲）
- ブラック・サージナイト（金剛、島風、バトルアックス）
- ルーンファクトリー5（エルシェ）
- ドラゴンエッグ（碓氷アブト）
- ガールズコントラクト（ウートガルザ）
- 白夜極光（ヒイロ、チャンドラ）
- フィギュアストーリー（ヘレナ、リリナ、緑子）
- 幻獣レジェンド -百妖志-（朱雀、義和、九尾の狐）
- 少女廻戦 時空恋姫の万華境界へ（董白、顔良＆文醜、法正、孫武、黄衣の王）
- イリュージョンコネクト（善霊茗）
- 新すばらしきこのせかい（ショウカ/桜音紫陽花 ）
- 雀魂（2021年 - 2022年、姫川響、小野寺七羽）
- ドラゴンとガールズ交響曲（竹中半兵衛、荊軻、服部半蔵）
- バースセイバー（コトハ）
- Food Fantasy-フードファンタジー（シェリー、ラタトゥイユ、花びら餅）
- クッキーラン: キングダム（ラテ味クッキー）
- ファンタジーライフ（アネーラ）
- 三国志外伝：戦姫覚醒（趙雲）
- 悪魔城ドラキュラ Grimoire of Souls（マリア・ラーネッド）
- 東方LostWord
- 八月のシンデレラナイン（有原ゆい）
- 鬼滅の刃 ヒノカミ血風譚（2021年 - 2022年、竈門禰豆子）
- ソウル7：闘羅大陸（舞）
- ラグナドール 妖しき皇帝と終焉の夜叉姫（2021年 - 2024年、猫又、ヒメ）
- パニリヤ・ザ・リバイバル（ヒプノス、トリーナ）
- ELYON（カルメン・デルガド）
- グランサガ（セリアード）
- アーテリーギア-機動戦姫-（舞華、ロベリア）
- フェアリースフィア（フルル）
- ドラゴンクエストけしケシ!（ステイシー）

2022年
- 三国ドライブ（孫権、天野エリカ）
- ミコノート はれときどきけがれ（アサハナヒメ）
- ヴァルキリーコネクト（レーラメリア）
- WAR OF THE VISIONS ファイナルファンタジー ブレイブエクスヴィアス 幻影戦争（ラネル）
- オリエント・アルカディア（張星辰）
- AZUREA-空の唄-（エミ）
- スプライトファンタジア-精霊物語-（ミグル）
- N-INNOCENCE-（ツクヨミ）
- ユグドラ・レゾナンス（サラ）
- 冤罪執行遊戯ユルキル（明烏イザネ）
- マフィア42（マダム、霊媒師）
- AI: ソムニウム ファイル ニルヴァーナ イニシアチブ（アイボゥ）
- 燐光のレムリア 星空の絆（ヴィータ、プリシア）
- クローバーシアター（アストリッド）
- Tower of Fantasy（幻塔）（ココリッタ）
- ノアズハート（エル・ポール、ミケランジェロ・ブオナローティ）
- メイドインアビス 闇を目指した連星（ゲームオリジナル主人公）
- m HOLD'EM（堀北鈴音）
- PUBG MOBILE（ボイスカード）
- ディスクロニア:クロノスオルタネイト（リリィ）
- ヴァルキリーエリュシオン（ヴァルキリー / ノーラ）
- カウンターサイド（ホライズン）
- みんなで早押しクイズ（九重ナギサ）
- エタクロニクル（ルーラー）
- メメントモリ（サブリナ）
- 勝利の女神:NIKKE（ペッパー）
- ブラック★ロックシューターFragment（エリシュカ）
- 三国極戦（小喬）
- 熱血硬派くにおくん外伝 リバーシティガールズ2（プルーヴィ）
- ドラゴンクエスト トレジャーズ 蒼き瞳と大空の羅針盤（受付係セシリー、スライム族、ヘルコンドル族、ギガンテス族）
- ファンタシースターオンライン2（カヌイ）

2023年
- 忍者マストダイ（カラコ）
- ファイアーエムブレム ヒーローズ（2023年 - 2025年、セリーヌ）
- ファイアーエムブレム エンゲージ（セリーヌ）
- モンスターユニバース（ルーナ）
- トワツガイ（2023年 - 2024年、モズ）
- 英雄王、武を極めるため転生す〜ブレイブリーロード〜（イングリス・ユークス）
- レッド：プライドオブエデン（へウイ）
- バイオハザード RE:4（アシュリー・グラハム）
- 大航海時代 Origin（ミランダ・ヴェルテ、マリー・アントワネット）
- Dislyte〜神世代ネオンシティ〜（クララ、メラニー）
- ラブライブ! スクールアイドルフェスティバル2 MIRACLE LIVE!（2023年 - 2024年、近江彼方）
- 404 GAME RE:SET -エラーゲームリセット-（アフターバーナー）
- ゼノブレイド3（ナエル）
- 一騎当千エクストラバースト（イングリス・ユークス）
- Engage Kill（緒方カンナ）
- Echocalypse -緋紅の神約-（ニール）
- グーニャモンスター（アネモネ）
- アリスフィクション（アインシュタイン）
- ガーディアンテイルズ（ドルイド カンナ）
- 実況パワフルプロ野球（竈門禰󠄀豆子）
- ミリオンモンスター（アトラス）
- かみながしじま 〜輪廻の巫女〜（天音みこ）
- アヤカシホライズン（アマテラス）
- ウィクロスマルチバース（Divaレイラ）
- チュウニズム（京極院桜花）
- 信長の野望 出陣（はつほ）
- おねがい社長！（朝比奈みゆき）
- カバラの伝説（ヤドリギ）
- キュービックスターズ（ラプラス）
- とある魔術の禁書目録 幻想収束（シティマカーブル、緒方カンナ）
- ユグドラリバース（サラ）
- 文明と征服:EOC（立花誾千代）
- 麻雀ファイトガール（イッシキ・カオス、イッシキ・クリア）
- 東方幻想エクリプス（射命丸文）
- 逆転オセロニア（フルフレア）

2024年
- サンローラン騎士団（マーシー）
- すだまリレイシヨン（紅白）
- ようこそ実力至上主義の教室へ〜マージパズル特別試験〜（堀北鈴音）
- エクスアストリス（Vi³）
- アウタープレーン（イ・ハンビョル）
- 異世界のんびりライフ〜モン娘とゆるふわな日常（ロヤ、ネーレウス、ティール）
- リバース:1999（エニセイ）
- 天空のアムネジア（マーリン）
- モンソニ!（2024年 - 2025年、ラプラス）
- REYNATIS/レナティス（西島佐理）
- 鈴蘭の剣：この平和な世界のために（モモ）
- AFK：ジャーニー（カスティー、ミレイル）
- De:Lithe Last Memories（日高メイ）
- レーシングマスター（有島星）
- 護縁（サイカ）
- ウマ娘 プリティーダービー 熱血ハチャメチャ大感謝祭!（セイウンスカイ）
- 2.5次元の誘惑 天使たちのステージ（橘美花莉）
- フェスティバトル / フェスバ+（2024年 - 2025年、ラプラス）
- キャットファンタジー（ノフレト）
- かんぱに☆ガールズ RE:BLOOM（エアリス・リデル）
- レゾナンス:無限号列車（リーヴェア）
- エタクロニクル:Re（ルーラー）
- ラングリッサー モバイル（ヴィリア）
- 魔女のふろーらいふ（バスマリン）
- 箱庭開拓 ハムスターと太陽の里（くれあ）
- 宿命ファンタジー（織田信長）
- ドールズフロントライン2:エクシリウム（トロロ）

2025年
- ストリノヴァ（夕霧）
- 天月麻雀（夢宮明里）
- Wizardry Variants Daphne（リンネ）
- 星落：深淵のエルピス（フレイア）
- 雀夢麻雀-じゃんゆめ（小野原まどか）
- Rusty Rabbit（レッキス）
- ラブライブ!虹ヶ咲学園スクールアイドル同好会 トキメキの未来地図（近江彼方）
- ハツリバーブ-HAZEREVERB-（羽前京香）
- デュエル・マスターズ プレイス（ノイン、洗脳センノー）
- RAIDOU Remastered: 超力兵団奇譚（大道寺伽耶）
- シルバー・アンド・ブラッド（エンプーサ・バートリー）
- 記憶の鍵盤（橘絵莉）
- 伊達鍵は眠らない - From AI：ソムニウムファイル（アイボゥ）
- 鬼滅の刃 ヒノカミ血風譚2（竈門禰󠄀豆子）
- みんなのGOLF WORLD（エール）
- こふんは生きている ーマホロヴァ・クラブの死体さがしー（こふんくん）

時期未定
- デュエットナイトアビス（夢の中の少女）

### ラジオドラマ
2025年
- サラリーマンBLACK（タナカ）

### ドラマCD
- ノーアニメ ノーライフ〜タワーアニメはあなたのためのお店です〜[415]（2015年、女性客A）
- ウマ娘 プリティーダービー STARTING GATE 08（2018年、セイウンスカイ）
- アイの箱庭 a Heartwarming Garden（2018年、カメリア[416][417]）
- 1年A組のモンスター（2021年、奥菜渚沙）
- キメラプロジェクト:ゼロ（2022年、マンデー） - コミックス第1巻ボイスCD付き特装版
- プリマドール 黒猫亭の休日 〜初めてのお泊まり温泉旅行に出発です♪〜（2022年、レーツェル[418]）
- 気になってる人が男じゃなかった（2024年、大沢あや[419]）

### オーディオドラマ
- SSSS.GRIDMAN ボイスドラマ（2018年、はっす）
  - SSSS.GRIDMAN ボイスドラマ「ひねくれ者でも」（2023年、はっす[420]） - 劇場総集編『SSSS.GRIDMAN』入場特典ボイスドラマ付きイラストカード
- 好きすぎるから彼女以上の、妹として愛してください。（2020年、早川仁奈[421][422]） - 第3巻初版本特典シリアルコード＆アニメイト限定特典シリアルコード
- 31番目のお妃様（2020年、フェリア[423]） - 小説第5巻特典QRコード&コミック2巻特典QRコード
  - 31番目のお妃様〜三度目は甘くとろける〜（2023年、フェリア）
- 夏目アラタの結婚（2020年、品川真珠[424]） - 第4巻特典シリアルコード
- ミルフイユ（2021年、里吉みづき[425]）
- 新・ねこぐらし。〜メインクーン猫娘 編〜（2021年、メインクーン猫）
  - ねこぐらし。異世界転生篇〜芽久あおい〜（2023年、芽久あおい）
  - ねこぐらし。第壱回おもてなしロワイヤル 〜メインクーン猫編〜（2024年、メインクーン猫[426]）
- やおよろ温泉郷 〜稲荷神みたまの好きすぎてついつい尽くしてしまうご奉仕〜（2021年、稲荷神みたま）
- 墜落JKと廃人教師（2022年、有働なずな[427]） ※コミックス第13巻初版本特典シリアルコード
- 圧倒的添い寝CD 〜素直でキュートな姪っ子にいっぱい癒されちゃう〜（2022年、姪っ子ちゃん（花））
- まどろみ誘う夢巫女の癒し〜かくり世の神社で心身ともに祓われる〜（2022年、サクヤ）
- ALTDEUS: Beyond Chronos Singing the Albireo（2022年、クロエ[428][429]）
- ある朝ダミーヘッドマイクになっていた俺クンの人生 シリーズ（2022年、蔵前ぱんだ）
  - クールな乙女の犬可愛がり。――いんじゃないの、たまには。ね
  - 2人の女友達に挟まれて、ふにゃふにゃ耳かき&とろとろマッサージ♪
  - 本当に怖い百物語ASMR。――深闇の誘いヲ■に囁く
  - 王様ゲームASMR――命令は絶対? 世界一幸せなお耳の罰ゲーム
  - 六重奏ASMR――ヒロイン全員ハーレムで、あなただけにご奉仕します
- 鋼の錬金術師 MOBILE 白銀の号哭（2024年、フランカ・グランディ[430]）
- 出来損ないと呼ばれた元英雄は、実家から追放されたので好き勝手に生きることにした 君と僕の始まり（2024年、アンリエット[431]）
- 異世界でチート能力を手にした俺は、現実世界をも無双する〜レベルアップは人生を変えた〜（2024年、宝城佳織[432]）
- ようこそ地球さん（2025年）

### 吹き替え

#### 映画
- 17歳の瞳に映る世界（2020年、スカイラー〈タリア・ライダー〉）
- ドクター・ストレンジ/マルチバース・オブ・マッドネス（2022年、アメリカ・チャベス〈ソーチー・ゴメス〉[433]）
- シャザム!〜神々の怒り〜（2023年、アン / アンテア〈レイチェル・ゼグラー〉[434]）
- グランツーリスモ（2023年、オードリー〈メイヴ・コーティエ＝リリー〉[435]）
- エクソシスト 信じる者（2023年、キャサリン〈オリヴィア・オニール〉[436]）

#### ドラマ
- プリーチャー（2016年）

#### アニメ
- ボス・ベイビー ファミリー・ミッション（2021年、不気味少女[437]）
- フェ〜レンザイ -神さまの日常-（2023年、セイエイ[438]）
- パウ・パトロール ザ・マイティ・ムービー（2023年、ミニ[439]）

### デジタルコミック
2018年
- 結婚指輪物語 VR（ヒメ）

2019年
- 恋するムツアイ（先輩）
- 行進子犬に恋文を（犬童忍）
- ヤンキー君と白杖ガール（2019年 - 2022年、赤座ユキコ）

2020年
- 墜落JKと廃人教師（2020年 - 2023年、有働なずな） - 5作品
- つばめティップオフ!（春野ツバメ）
- にじよん（2020年 - 2021年、近江彼方） - 2シリーズ
- パリピ孔明（月見英子）
- 31番目のお妃様（フェリア）
- 夏目アラタの結婚（品川真珠）
- YUKI×AOI キメラプロジェクト（2020年 - 2022年、マンデー） - 2シリーズ

2021年
- 勇者サポートセンター魔王城支部（ミレス）

2023年
- お姉ちゃんの翠くん（スイ、桃）
- 見えてますよ！ 愛沢さん（黒鳥みち）
- 花ふるコロニーロット〜26歳OL、ガーデニング男子に弟子入りする〜（北瀬まつり）
- ストロベリームーン（桜井萌）

2024年
- 佐々木とピーちゃん お隣さんボイスコミック（お隣さん）
- 悪役令嬢ルートがないなんて、誰が言ったの？（アリシア）

### ラジオ
※はインターネット配信。
- Re:ステージ! 〜ラジオのれんしゅう〜（2015年 - 2016年、音泉※） - 回替わりパーソナリティ[461]
- Re:ステージ! キラリン☆らじお（2016年 - 2017年、ニコニコ生放送・音泉※） - 回替わりパーソナリティ
- ようこそ実力至上主義のラジオへ（2017年、音泉※）[462]
- ブレンドS・ラジオ「スティーレスタイル!」（2017年 - 2018年、音泉※）[463]
- 鬼頭明里のAこえミニ（2017年 - 2018年、AbemaTV※）[464]
- Re:STAGE! ch.〜リメンバーズRADIO〜（2017年 - 、音泉※） - 回替わりパーソナリティ[465]
- ラジオピリオド ―ワイズマンの秘密基地―（2018年、音泉※）[466]
- 鬼頭明里のソレナンデス!?（2018年 - 2019年、音泉※）[467]
- わたてんラジオ！〜花、ひなた、ノアの放課後お菓子パーティー〜（2019年、音泉※）[468]
- 鬼頭明里のsmiley pop（2019年 - 2023年、超!A&G+※、ニコニコ動画セカンドショットちゃんねる※）
- ラブライブ!虹ヶ咲学園 〜おはよう放送室〜（2020年 - 2022年、HiBiKi Radio Station※）[469]
- TVアニメ「トニカクカワイイ」司と星空のカワイイ＆尊い新婚ラジオ略してトニラジ！（2020年 - 2021年・2023年、音泉※）[470]
- よみほぐASMR（2020年、MEGURO FM YouTubeチャンネル※） - よみほぐ師（「かぐや姫」・「やまなし」朗読）[471]
- 「虚構推理」虚構ラヂオ（2021年 - 2023年、超!A&G+※）[472]
- カッコウのプチラジオ（2022年、YouTube※）
- カッコウのラジオ（生）（2022年、音泉※・YouTube※）
- 神無き世界のラジオ活動！（2023年、音泉※）[473]
- 鬼頭明里と前田佳織里のいせれべらじお（2023年、音泉※）[474]
- TVアニメ「アオのハコ」公式WEBラジオ、略して「ハコラジ！」（2024年、Spotify※・YouTube※）[475]
- ひーなーの『沖ツラジオ』〜沖縄を好きになった子が方言を学びつつラジオする〜（2025年、音泉※・YouTube※）

### ラジオCD
- ラジオCD Re:ステージ！〜 ラジオのれんしゅう 〜 Vol.1[476]
- DJCD「ようこそ実力至上主義のラジオへ」[477]

### インターネットテレビ
※はインターネット配信。
- Re:ステージ! 〜ニコ生のれんしゅう〜（2015年 - 2016年、ニコニコ生放送※） - 回替わりパーソナリティ[461]
- Re:ステージ! キラリン☆ニコ生（2016年 - 2017年、ニコニコ生放送※） - 回替わりパーソナリティ[478]
- Re:STAGE! ch〜リメンバーズTV〜（2017年 - 、YouTubeLIVE※） - 回替わりパーソナリティ
- チップアンドダイスチャンネル（2018年 - 2020年、YouTube※）[479]
- 竹達彩奈・鬼頭明里「あやなとあかりのにくのくに」（2018年、SHOWROOM※）[480][481]
- インタラクティブストーリーズ featuring 鬼頭明里（2020年 - 2021年、YouTube※）[482]

### PV
2019年
- となりの布里さんがとにかくコワい（布里陽子）

2020年
- ライアー・ライアー（彩園寺更紗）
- メイデーア転生物語（マキア・オディリール）
- 少女願うに、この世界は壊すべき 〜桃源郷崩落〜（熾天寺かがり）
- NTT西日本 名古屋・栄ITデータセンター アニメPV「新生活への一歩」
- パリピ孔明（月見英子）
- 英雄王、武を極めるため転生す 〜そして、世界最強の見習い騎士♀〜（イングリス）
- 幼馴染の妹の家庭教師をはじめたら（高西愛沙、高西まなみ）
- 夏目アラタの結婚（品川真珠）

2021年
- 沖縄で好きになった子が方言すぎてツラすぎる（喜屋武飛夏）
- コスプレホストタウン名古屋 PR動画（2021年）
  - 名古屋市コスプレツーリズム PR動画（2023年、ナレーション）

- 忘却の楽園I アルセノン覚醒（フローライト）
- 愛知県議会 PR動画「アイコ・もうすぐ18歳 みんな知ってる？愛知県議会のしごと！」（アイコ）
- 名古屋市西区PR映像「君を夢中にさせるまち」 - 実写出演
- 女神のカフェテラス コミック1巻発売記念テレビCM・PV（小野白菊、鳳凰寺紅葉、鶴河秋水、月島流星、幕澤桜花）
- 古き掟の魔法騎士（アルヴィン＝ノル＝キャルバニア）
- 日本工業大学 データサイエンス学科アニメーション「未来に置いていかれるなよ。」（2021年、宮代未来）
- 電撃文庫朗読してみた
  - 恋は双子で割り切れない（朗読 ）
  - 虚ろなるレガリア Corpse Reviver（朗読 ）
  - 安達としまむら（朗読 ）
  - 七つの魔剣が支配する（朗読 ）

2022年
- 魔都精兵のスレイブ コミックス第10巻発売記念PV（羽前京香）
- アマルガム・ハウンド PV（イレブン）
- 婚約破棄の十分前に、前世を思い出しました（リリア・セイ・リリエンタール）
- 勇気あるものより散れ（九皐シノ）

2023年
- バイオハザード RE:4 アニメPV「バイオ名作劇場　ふしぎの村のレオン」（アシュリー・グラハム）
- お姉ちゃんの翠くん（スイ）
- くりことびより コミックス第2巻発売記念PV（くり子）
- おりひめ寮からごきげんよう ドキドキの新生活！ となりの男子寮とは交流禁止!?（大原ことり）

2024年
- 蒼剣の歪み絶ち 本編ネタバレPV（アーカイブ）
- ほうかごがかり（ナレーション）
- Live2D 自分で描いたイラストをLive2Dで動かしてみた！
- Re:blue（吉野椿）

2025年
- ようこそ実力至上主義の教室へ 3年生編 第1巻告知映像 堀北鈴音ver.（堀北鈴音）

### テレビ番組
- 猿以外の惑星（2019年、シュリンシュリン〈声〉）
- クイズ!オンリー1（2020年、ナレーション[517]）
- 有田プレビュールーム（2020年 - 2021年、ナレーション）
- ごろごろパンダ日記（2020年 - 、語り・番組ナレーター[518][519]）
- 光の先には何がある!?突撃解明!なんて光だ（2021年、ナレーション[520]）
- 超かわいい映像連発!どうぶつピース!!（2021年 - 2022年、ナレーション）
- 10万円でできるかな（2021年）[521]
- アニメもゲームも特訓も!? ニンジャラ・ニューヨークアカデミー（2023年1月21日、28日、出演）
- めざましテレビ（2023年5月、マンスリーエンタメプレゼンター）[522]
- ラーメンを食べる。（2024年9月24日）[523]

### 映像商品
- ウマ娘 プリティーダービー シリーズ
  - ウマ娘 プリティーダービー 2nd EVENT「Sound Fanfare！」[524]
- 音楽朗読劇 READING HIGH 5周年記念公演『YOUNG WIZARDS〜Story from蘆屋道満大内鑑〜』
- 鬼滅の刃 シリーズ
  - イベント 鬼滅の宴
  - イベント 鬼滅の宴 -無限列車編-
  - イベント 鬼滅の宴 -遊郭編-
- ラブライブ!シリーズ
  - ラブライブ！虹ヶ咲学園スクールアイドル同好会 Memorial Disc 〜Blooming Rainbow〜
  - ラブライブ！虹ヶ咲学園スクールアイドル同好会 First Live with You
  - LoveLive! Series 9th Anniversary ラブライブ！フェス
  - ラブライブ！虹ヶ咲学園スクールアイドル同好会 2nd Live!
  - ラブライブ！虹ヶ咲学園スクールアイドル同好会 3rd Live! School Idol Festival〜夢の始まり〜
  - ラブライブ！虹ヶ咲学園スクールアイドル同好会ファンディスク 〜ときめき活動日誌〜
  - ラブライブ！虹ヶ咲学園スクールアイドル同好会 4th Live! 〜Love the Life We Live〜
  - LoveLive! Series Presents COUNTDOWN LoveLive! 2021→2022 〜LIVE with a smile!〜
  - ラブライブ！虹ヶ咲学園スクールアイドル同好会 5th Live! 虹が咲く場所
- Re:ステージ! シリーズ
  - Re:ステージ！ ワンマンライブ Chain of Dream
  - Re:ステージ！ PRISM☆LIVE!! 2nd STAGE 〜Ready for Dream〜
  - Re:ステージ！ PRISM☆LIVE!! 3rd STAGE 〜Reflection〜

### CM
- マンナンライフ クラッシュタイプの蒟蒻畑

「朝食は大事篇」「罪悪感篇」「ソーダ味篇」（2020年、りんご味の声、ソーダ味の声）
「ほっと一息篇」（2021年、実写出演）
- 『メイデーア転生物語』テレビCM（2020年、ナレーション[527]）
- 大垣共立銀行 「みんなで踊ろうOKBソング篇」（2020年、OKBソング歌唱[528][529]）
- 立正大学（2020年、ファミリーマート店内放送[530]）
- 電撃文庫『安達としまむら』 テレビCM 【私と、一緒にいて】（2020年、安達[531]）
- ウチコミ「お部屋探しウチコミ！〜女性一人暮らし編〜」（2021年、ナレーション[532]）
- ウエルシア薬局（2021年、店内放送ナレーション[533]
- MF文庫J『ライアー・ライアー』第7巻 テレビCM（2021年、ナレーション[534]）
- カドカワBOOKS『サイレント・ウィッチ』（2021年、ナレーション[535]）
- 花王「ビオレUV バリアMe」（2021年、CMソング歌唱[536][537]）
- 住友電装（2021年、CMソング歌唱[538]）
- 内閣府大臣官房政府広報室 高等教育の修学支援新制度「学費のエール」（2022年、高校生女子[539]）
- ウェザーニューズ「ウェザーニュースアプリ」（2022年、ナレーション[540]）
- ゲーム アークナイツ イベント「復刻 孤島激震」アニメテレビCM（2022年、サイレンス[541][542]）
  - ゲーム アークナイツ イベント「復刻 孤星」アニメテレビCM（2024年、淬羽サイレンス[543][544]）
- イオングループ「AEON Pay」「イオンカードキャンペーン」（2022年、店内放送ナレーション[545]）
- TOFU Studio『魔王と踊ろう〜クズどもに愛されし転生王〜』テレビCM（2022年、王女クリスタ[546][547]）
- AnimeJapan 2023（2023年、ナレーション[548]）
- dアニメストア（2023年、カスミ[549]）
- パソコン工房（2023年、店内放送ナレーション[550]）
- ヴァルキリーコミックス『見えてますよ！ 愛沢さん』テレビCM（2023年、黒鳥みち[551]）
- 『ようこそ実力至上主義の教室へ 2年生編』第11巻告知CM（2024年、ナレーション[552]）
- 家庭用ゲーム『鬼滅の刃 目指せ！最強隊士！』（2024年、実写出演[553][554]）
- セブン-イレブン オリジナルアニメCM「セブンカフェスムージー」環境篇（2024年、水野かな[555]）
- 参天製薬 サンテFX「そうだ、その目だ。」夢中篇 鬼頭明里ver.（2024年、実写出演[556]）
- ゲーム プリンセスコネクト! Re:Dive 6.5th Anniversaryキャンペーン テレビCM（2024年、ミソラ[557]）
- 安元洋貴×リュウジ おたくのドレッシング（2025年、ナレーション[558][559]）
- 文化シヤッター 70周年記念アニメーションCM（2025年、歌・ナレーション[560]）
- FOD 「ドラマは、あなたの味方だ。」 テレビCM（2025年、ナレーション[561]）

### 舞台・朗読劇
- 恋を読むvol.3『秒速5センチメートル』（2020年10月22日、ヒューリックホール東京） - 篠原明里 役[562]
- 音楽朗読劇 READING HIGH 5周年記念公演『YOUNG WIZARDS〜Story from蘆屋道満大内鑑〜』（2022年9月30日・10月1日、パシフィコ横浜 国立大ホール） - 槐、童子丸 役[563]
- トワツガイコンサート 2024〜鳥籠で見る夢〜（2024年5月11日・12日、LINE CUBE SHIBUYA） - モズ 役[564]
- 朗読劇『君の膵臓をたべたい』2025（2025年4月6日、日本青年館ホール） - 山内桜良 役[565][566]
- VISIONARY READING『三島由紀夫レター教室』（2025年10月11日〈予定〉、紀伊國屋ホール） - 空ミツ子 役[567]

### その他コンテンツ
- PRIUS! IMPOSSIBLE GIRLS（2015年、09 最新GOA ボディ[568]）
- ブレンド・S ボイススタンプ（2018年、日向夏帆）
- じぶん銀行 “2.5次元銀行員”（2018年、小鳥遊つぐみ[569][570]）
- 浅草鬼嫁日記 特別ショートムービー「浅草鬼嫁ぶらり旅」（2019年、茨木真紀[571]）
- リリックアワー 「週刊少年ジャンプ」「カタオモイ」「グッバイ・マイマリー」「新聞」（2019年、朗読）[572]
- 地縛少年花子くん ボイススタンプ（2020年、八尋寧々）
- 森永乳業「PARM クッキー&チョコレート」パルム逆食レポ動画 -今宵あなたをいただきます-（2020年）[573]
- アプリ「トニカクカワイイ 司アラーム」（2020年、由崎司[574]）
- 劇場版 鬼滅の刃 無限列車編 ボイススタンプ（2020年、竈門禰󠄀豆子）
- YUKI×AOI キメラプロジェクト（2020年、Monday[575]）
- リーボック GLITCH 擬人化動画（2020年、ハレ[576]）
- 警視庁 町田警察署一日警察署長（2021年4月6日）[577]
- 西東京バス 「奥9系統」「奥10系統」プレミアム車内放送（2021年4月 - 2022年6月）[578]
- パチスロ あたし、なまくびだけど魔法少女はじめました！（2021年、のぞみ[579]）
- 鬼滅の刃 ずっといっしょ おしゃべり禰豆子（2021年、竈門禰豆子の声[580]）
- 棚照結神 アリオ加古川キャラクター（2021年、加古林寺あかね[581]）
- 巣一商店会・巣鴨大鳥商店街・行田観光物産会 バーチャルGoTo商店街“ケイキ上々祭”（2021年12月6日 - 31日、ナレーション[582]）
- ユニバーサル ミュージック TRUE WIRELESS STEREO EARPHONES 『鬼頭明里』モデル（2021年、オリジナル音声[583]）
- オーディオブック『ラブライブ!虹ヶ咲学園スクールアイドル同好会 素顔のフォトエッセイシリーズ RainbowDays〜近江彼方〜』（2021年、近江彼方）
- 大阪市立自然史博物館 特別展「植物 地球を支える仲間たち」音声ガイド（2022年1月14日 - 4月3日、ミドリン[584]）
- ナゾ解きミステリー読解ドリル シリーズ PVおよび朗読音声データ特典（2022年、ナレーション（PV）、朗読（データ特典）[585]）
- アトラスコネクト AI通話記録アプリ「コネクト」（2022年、コネクトAIボイス[586]）
- 北九州市人権推進センター「明日への伝言板」朗読動画（2022年）[587]
- JA全農 「#MK3（マジでコメ食う3秒前）」特別動画（2022年）[588][589]
- 矢場とんオリジナルアニメ『大須のぶーちゃん』（2022年、ゆいちゃん、めぐめぐ[590]）
- バンダイナムコアミューズメント「ひきこさん・ザ・ライド」（2022年）[591]
- アサヒ飲料 三ツ矢サイダー「読む三ツ矢サイダー」朗読（2022年）[592]
- 東京ドイツ村「イルミ&ビジョンショー 恋するメリーゴーランド」（2022年12月1日 - 2023年2月5日、ナレーション[593]）
- Gakken『僕らの未来が変わるお金と生き方の教室』 紹介動画（2023年、中倉美帆[594]）
- サクマ製菓 YouTubeチャンネル「サクマTV」（2023年、ちーちゃん[595][596]）
- パナソニック でかランタン 紹介動画（2023年）[597][598]
- 「LINE GAME10周年」アニメーション（2023年、ゆい[599]）
- 温泉むすめ（2023年、小浜あまね[600]）
- パチスロ 真天下布武（2023年、ねね[601]）
- 扶桑プレシジョン 証明写真機 ID VOX 音声ガイド（2023年）[602]
- 鬼頭明里のスガキヤだがや（2023年[603]、スガキヤとのコラボキャンペーン）
- 『お嬢と番犬くん』ボイスカード（2023年、瀬名垣一咲[604]） ※『別冊フレンド』2023年9月号付録
  - 『お嬢と番犬くん』ボイスかるた（2023年、瀬名垣一咲[605]） ※『別冊フレンド』2024年1月号付録
- 日世 CREMIA10周年スペシャルボイスドラマ「君とクレミアが食べたい」（2023年、レナ[606]）
- 書籍『寝る前5分耳から暗記ブック 中1』音声（2023年）[607]
- リプトン ミルクティー「恋AI小説」（2024年）[608][609]
- パチスロ 琉金（2024年、南島夏[610]）
- 『トワツガイ Fans』ストーリー（2024年 - 2025年、モズ[611]）
- 関西電力「キラメキ電力調査」（2024年、紫ノ宮ライカ[612]）
- サンシャイン水族館×アオのハコ aquarium story 音声ガイド（2024年11月15日 - 12月25日、蝶野雛[613]）
- 1/7スケールフィギュア レイナ オリジナルシチュエーションボイス用Mカード（2024年）[614]
- まちカドまぞく だぶるあにばーさりー展 音声ガイド（2024年、千代田桃[615]）
- ENEOSホールディングス #ENEOSこえ報部（2025年）[616]
- 『ようこそ実力至上主義の教室へ 3年生編』第1巻 アニメイト店舗案内風ボイスメッセージ（2025年、堀北鈴音[617]） ※アニメイトBセット・Premiumセット特典
- マリマリマリー 〜帰ってきた！第2回セカンドシーズンII〜 アニメコント（2025年）[618]
- スマスロ ようこそ実力至上主義の教室へ（2025年、堀北鈴音[619]）
- アプリ NAVITIME 着せ替え音声（2025年）[620]
- ダーツハイブ 声社員プロジェクト“褒め”ボイスダーツセット〜Happy Ears Collection〜（2025年、春咲あかね[621]）
- エスカ地下街 館内放送（2025年）[622]

## ディスコグラフィ

### シングル
|            | 発売日         | タイトル       | 規格品番   | 規格品番   | 規格品番   | 規格品番              | オリコン 最高位 |
| 初回限定盤 | 発売日         | タイトル       | アニメ盤   | 通常盤     | きゃにめ盤 |                       | オリコン 最高位 |
| ---------- | -------------- | -------------- | ---------- | ---------- | ---------- | --------------------- | --------------- |
| 1st        | 2019年10月16日 | Swinging Heart | PCCG-01833 | PCCG-01834 | PCCG-01835 |                       | 11位            |
| 2nd        | 2020年2月26日  | Desire Again   | PCCG-01869 | PCCG-01870 | PCCG-01871 |                       | 14位            |
| 3rd        | 2020年10月28日 | キミのとなりで | PCCG-01939 | PCCG-01940 | PCCG-01941 |                       | 10位            |
| [ 注 1 ]   | 2022年3月2日   | みちくさ       |            |            |            | SCCG-00098 SCCG-00099 |                 |
| 4th        | 2023年2月8日   | Dear Doze Days | PCCG-02211 | PCCG-02213 | PCCG-02212 |                       | 18位            |
| 5th        | 2023年10月11日 | Magie×Magie    | PCCG-2277  | PCCG-2279  | PCCG-2278  |                       | 22位            |
| 6th        | 2024年1月31日  | 夢の糸         | PCCG-2322  | PCCG-2323  | PCCG-2324  |                       | 19位            |
| 7th        | 2025年2月26日  | With a Wish    | PCCG-02419 |            | PCCG-02420 |                       | 29位            |

#### 配信限定シングル
|     | 発売日       | タイトル | 規格品番   |
| --- | ------------ | -------- | ---------- |
| 1st | 2025年7月6日 | mo∞ent   | PCSP-06624 |

### アルバム

#### オリジナルアルバム
|            | 発売日                 | タイトル | 規格品番   | 規格品番   | 規格品番             | オリコン 最高位 |
| 初回限定盤 | 発売日                 | タイトル | 通常盤     | その他     |                      | オリコン 最高位 |
| ---------- | ---------------------- | -------- | ---------- | ---------- | -------------------- | --------------- |
| 1st        | 2020年6月10日          | STYLE    | PCCG-01900 | PCCG-01901 |                      | 7位             |
| 2nd        | 2022年10月12日         | Luminous | PCCG-2185  | PCCG-2186  | SCCG-110（FC限定盤） | 13位            |
| 3rd        | 2025年10月15日（予定） | Journey  | PCCG-2463  | PCCG-2464  |                      |                 |

#### ミニアルバム
|            | 発売日        | タイトル      | 規格品番   | 規格品番   | 規格品番                                  | オリコン 最高位 |
| 初回限定盤 | 発売日        | タイトル      | 通常盤     | その他     |                                           | オリコン 最高位 |
| ---------- | ------------- | ------------- | ---------- | ---------- | ----------------------------------------- | --------------- |
| 1st        | 2021年8月4日  | Kaleidoscope  | PCCG-2045  | PCCG-2046  | PCCG-2047（アニメ盤） SCCG-79（FC限定盤） | 14位            |
| 2nd        | 2024年8月28日 | Give Me Five! | PCCG-02376 | PCCG-02377 |                                           | 23位            |

#### 配信限定アルバム
|     | 発売日       | タイトル                                                  | 規格品番   |
| --- | ------------ | --------------------------------------------------------- | ---------- |
| 1st | 2021年3月3日 | 鬼頭明里 1st LIVE TOUR「Colorful Closet」Stream Selection | PCSP-03476 |

### 映像作品
|        | 発売日        | タイトル                                             | 規格品番   | 規格品番   | オリコン 最高位 |
| 通常盤 | 発売日        | タイトル                                             | FC限定盤   |            | オリコン 最高位 |
| ------ | ------------- | ---------------------------------------------------- | ---------- | ---------- | --------------- |
| 1st    | 2021年3月3日  | 鬼頭明里 1st LIVE TOUR「Colorful Closet」            | PCXP-50816 |            | 10位            |
| 2nd    | 2022年4月13日 | 鬼頭明里 2ndLIVE「MIRRORS」Blu-ray                   | PCXP-50877 | 13位       |                 |
| 3rd    | 2024年2月14日 | Zepp TOUR 2023「Glow up!!」                          | PCXP-51040 | SCXP-00169 | 16位            |
| 4th    | 2025年5月28日 | 鬼頭明里 5th Anniversary LIVE 「All Light！」Blu-ray | PCXP-51149 | SCXP-00195 |                 |

### タイアップ曲
| 楽曲             | タイアップ                                                                           | 時期   |
| ---------------- | ------------------------------------------------------------------------------------ | ------ |
| dear my distance | テレビアニメ『超人高校生たちは異世界でも余裕で生き抜くようです！』エンディングテーマ | 2019年 |
| Desire Again     | BSフジ『アニソンラバーズ-Anisong Lovers-』エンディングテーマ                         | 2020年 |
| Tiny Light       | テレビアニメ『地縛少年花子くん』エンディングテーマ                                   | 2020年 |
| キミのとなりで   | テレビアニメ『安達としまむら』エンディングテーマ                                     | 2020年 |
| No Continue      | テレビアニメ『出会って5秒でバトル』オープニングテーマ                                | 2021年 |
| Dive to World    | BS日テレ『ボウリング革命 P★League』シリーズ2022エンディングテーマ                    | 2022年 |
| Dear Doze Days   | テレビアニメ『解雇された暗黒兵士（30代）のスローなセカンドライフ』エンディングテーマ | 2023年 |
| Magie×Magie      | テレビアニメ『お嬢と番犬くん』エンディングテーマ                                     | 2023年 |
| 夢の糸           | テレビアニメ『魔都精兵のスレイブ』オープニングテーマ                                 | 2024年 |
| With a Wish      | テレビアニメ『地縛少年花子くん2』エンディングテーマ                                  | 2025年 |
| mo∞ent           | テレビアニメ『地縛少年花子くん2』（後編）エンディングテーマ                          | 2025年 |

### キャラクターソング
| 発売日         | 商品名                                                                                         | 歌 | 楽曲 | 備考                                                                       |
| -------------- | ---------------------------------------------------------------------------------------------- | --- | --- | -------------------------------------------------------------------------- |
| 2016年3月16日  | Startin' My Re:STAGE!!                                                                         | KiRaRe | 「Startin' My Re:STAGE!!」                                                                                    | 『Re:ステージ！』関連曲                                                    |
| 2016年8月17日  | リメンバーズ！                                                                                 | KiRaRe | 「リメンバーズ！」 「君に贈るAngel Yell」                                                                     | 『Re:ステージ！』関連曲                                                    |
| 2017年1月18日  | 憧れFuture Sign                                                                                | KiRaRe | 「憧れFuture Sign」 「夏の約束」                                                                              | 『Re:ステージ！』関連曲                                                    |
| 2017年5月17日  | キラリズム                                                                                     | KiRaRe | 「Do it!! PARTY!!」 「GROWING!!」 「キライキライCЯY」 「ク・ルリラビー」                                      | 『Re:ステージ！』関連曲                                                    |
| 2017年10月25日 | ハッピー☆マテリアル                                                                            | 近衛刀太（高倉有加）、時坂九郎丸（広瀬ゆうき）、桜雨キリヱ（茅野愛衣）、夏凜（小倉唯）、結城忍（原田彩楓）、雪広みぞれ（鬼頭明里） | 「ハッピー☆マテリアル」                                                                                       | テレビアニメ『UQ HOLDER! 〜魔法先生ネギま！2〜』オープニングテーマ         |
| 2017年10月25日 | ハッピー☆マテリアル                                                                            | 近衛刀太（高倉有加）、時坂九郎丸（広瀬ゆうき）、桜雨キリヱ（茅野愛衣）、夏凜（小倉唯）、結城忍（原田彩楓）、雪広みぞれ（鬼頭明里） | 「Steady→Go!!」                                                                                               | テレビアニメ『UQ HOLDER! 〜魔法先生ネギま！2〜』エンディングテーマ         |
| 2017年11月22日 | ぼなぺてぃーと♡S/デタラメなマイナスとプラスにおけるブレンド考                                  | ブレンド・A | 「ぼなぺてぃーと♡S」                                                                                          | テレビアニメ『ブレンド・S』オープニングテーマ                              |
| 2017年11月22日 | ぼなぺてぃーと♡S/デタラメなマイナスとプラスにおけるブレンド考                                  | ブレンド・A | 「デタラメなマイナスとプラスにおけるブレンド考」                                                              | テレビアニメ『ブレンド・S』エンディングテーマ                              |
| 2017年12月20日 | 宣誓センセーション                                                                             | KiRaRe | 「宣誓センセーション」 「WINTER JEWELS」                                                                      | 『Re:ステージ！』関連曲                                                    |
| 2018年1月24日  | ブレンド・S BD・DVD 第2巻特典CD                                                                | 日向夏帆（鬼頭明里） | 「インスタントマーメイド」                                                                                    | テレビアニメ『ブレンド・S』挿入歌                                          |
| 2018年1月24日  | ブレンド・S BD・DVD 第2巻特典CD                                                                | 日向夏帆（鬼頭明里） | 「ぼなぺてぃーと♡S」                                                                                          | テレビアニメ『ブレンド・S』関連曲                                          |
| 2018年1月31日  | UQ HOLDER! 〜魔法先生ネギま！2〜 Blu-ray BOX DISC4 キャラクターソングCD                        | 結城忍（原田彩楓）、雪広みぞれ（鬼頭明里） | 「らぶ☆センセイション」                                                                                       | テレビアニメ『UQ HOLDER! 〜魔法先生ネギま！2〜』関連曲                     |
| 2018年2月14日  | ウマ娘 プリティーダービー STARTING GATE 08                                                     | ゴールドシチー（香坂さき）、セイウンスカイ（鬼頭明里）、ユキノビジン（山本希望） | 「うまぴょい伝説」 「A・NO・NE」                                                                              | ゲーム『ウマ娘 プリティーダービー』関連曲                                  |
| 2018年2月14日  | ウマ娘 プリティーダービー STARTING GATE 08                                                     | セイウンスカイ（鬼頭明里） | 「気まぐれTuning Heart」                                                                                      | ゲーム『ウマ娘 プリティーダービー』関連曲                                  |
| 2018年4月25日  | ワイズマンのテーマ                                                                             | ワイズマン | 「ワイズマンのテーマ」 「ワイズマンのテーマ feat.IWAZARU?」                                                   | テレビアニメ『ラストピリオド -終わりなき螺旋の物語-』エンディングテーマ    |
| 2018年4月25日  | ワイズマンのテーマ                                                                             | ワイズマン | 「ワイズマンの休日」                                                                                          | テレビアニメ『ラストピリオド -終わりなき螺旋の物語-』関連曲                |
| 2018年5月30日  | ブレンド・S BD・DVD第6巻特典CD                                                                 | 桜ノ宮苺香（和氣あず未）、日向夏帆（鬼頭明里）、星川麻冬（春野杏）、天野美雨（種﨑敦美）、神崎ひでり（徳井青空） | 「ぼなぺてぃーと♡S -Hall staff ver.-」                                                                        | テレビアニメ『ブレンド・S』関連曲                                          |
| 2018年5月30日  | ブレンド・S BD・DVD第6巻特典CD                                                                 | 桜ノ宮苺香（和氣あず未）、日向夏帆（鬼頭明里）、星川麻冬（春野杏）、天野美雨（種﨑敦美）、神崎ひでり（徳井青空）、ディーノ（前野智昭）、秋月紅葉（鈴木達央）、オーナー（鈴木達央） | 「ぼなぺてぃーと♡S -All staff ver.-」                                                                         | テレビアニメ『ブレンド・S』オープニングテーマ                              |
| 2018年7月25日  | ウマ娘 プリティーダービー ANIMATION DERBY 03 Special Record!/Find My Only Way                  | スペシャルウィーク（和氣あず未）、サイレンススズカ（高野麻里佳）、トウカイテイオー（Machico）、ウオッカ（大橋彩香）、ダイワスカーレット（木村千咲）、ゴールドシップ（上田瞳）、メジロマックイーン（大西沙織）、エルコンドルパサー（高橋未奈美）、グラスワンダー（前田玲奈）、セイウンスカイ（鬼頭明里）、キングヘイロー（佐伯伊織）、ハルウララ（首藤志奈）、シンボリルドルフ（田所あずさ）、タイキシャトル（大坪由佳）、エアグルーヴ（青木瑠璃子）、ヒシアマゾン（巽悠衣子）、フジキセキ（松井恵理子）、マルゼンスキー（Lynn）、テイエムオペラオー（徳井青空）、ビワハヤヒデ（近藤唯）、ナリタブライアン（相坂優歌）、オグリキャップ（高柳知葉）、スーパークリーク（優木かな）、タマモクロス（大空直美）、イナリワン（井上遥乃）、ウイニングチケット（渡部優衣）、メジロライアン（土師亜文）、メジロドーベル（久保田ひかり）、ナイスネイチャ（前田佳織里）、エイシンフラッシュ（藤野彩水）、マチカネフクキタル（新田ひより）、メイショウドトウ（和多田美咲） | 「うまぴょい伝説」                                                                                            | テレビアニメ『ウマ娘 プリティーダービー』エンディングテーマ                |
| 2018年8月22日  | 367Days                                                                                        | KiRaRe | 「367Days」 「冒険トラベラー」                                                                                | 『Re:ステージ！』関連曲                                                    |
| 2018年10月10日 | ウマ娘 プリティーダービー ANIMATION DERBY 07                                                   | エルコンドルパサー（高橋未奈美）、オグリキャップ（高柳知葉）、グラスワンダー（前田玲奈）、テイエムオペラオー（徳井青空）、セイウンスカイ（鬼頭明里）、ハルウララ（首藤志奈）、タイキシャトル（大坪由佳） | 「Special Record!」                                                                                           | テレビアニメ『ウマ娘 プリティーダービー』関連曲                            |
| 2018年10月29日 | 七星のスバル Blu-ray vol.2 キャラクターソングＣＤ                                              | 碓氷咲月（鬼頭明里） | 「Try Again」                                                                                                 | テレビアニメ『七星のスバル』関連曲                                         |
| 2019年1月30日  | 気ままな天使たち/ハッピー・ハッピー・フレンズ                                                  | わたてん☆5 | 「気ままな天使たち」                                                                                          | テレビアニメ『私に天使が舞い降りた！』オープニングテーマ                   |
| 2019年1月30日  | 気ままな天使たち/ハッピー・ハッピー・フレンズ                                                  | わたてん☆5 | 「ハッピー・ハッピー・フレンズ」                                                                              | テレビアニメ『私に天使が舞い降りた！』エンディングテーマ                   |
| 2019年2月27日  | 私に天使が舞い降りた！ キャラクターソングアルバム〜天使のうたごえ〜                            | 姫坂乃愛（鬼頭明里） | 「アタシ♡カワイイ♡宣言!!!」                                                                                   | テレビアニメ『私に天使が舞い降りた！』関連曲                               |
| 2019年3月27日  | 私に天使が舞い降りた！ BD・DVD第1巻特典CD                                                      | わたてん☆5 | 「晴れルヤ！」                                                                                                | テレビアニメ『私に天使が舞い降りた！』関連曲                               |
| 2019年3月27日  | ハッピータイフーン                                                                             | KiRaRe | 「ハッピータイフーン」 「ステレオライフ」                                                                     | 『Re:ステージ！』関連曲                                                    |
| 2019年4月3日   | 私に天使が舞い降りた！ サウンドコレクション                                                    | 星野ひなた（長江里加）、姫坂乃愛（鬼頭明里）、種村小依（大和田仁美）、小之森夏音（大空直美） | 「天使の眼差し Prologue」                                                                                     | テレビアニメ『私に天使が舞い降りた！』挿入歌                               |
| 2019年4月3日   | 私に天使が舞い降りた！ サウンドコレクション                                                    | 星野ひなた（長江里加）、姫坂乃愛（鬼頭明里） | 「恋するお菓子屋さん」                                                                                        | テレビアニメ『私に天使が舞い降りた！』挿入歌                               |
| 2019年4月3日   | 私に天使が舞い降りた！ サウンドコレクション                                                    | 白咲花（指出毬亜）、星野ひなた（長江里加）、姫坂乃愛（鬼頭明里） | 「受け継ぐ心」                                                                                                | テレビアニメ『私に天使が舞い降りた！』挿入歌                               |
| 2019年4月3日   | 私に天使が舞い降りた！ サウンドコレクション                                                    | 白咲花（指出毬亜）、星野ひなた（長江里加）、姫坂乃愛（鬼頭明里）、種村小依（大和田仁美）、小之森夏音（大空直美） | 「天使の眼差し Epilogue」                                                                                     | テレビアニメ『私に天使が舞い降りた！』挿入歌                               |
| 2019年4月17日  | 百華繚乱                                                                                       | 加州清光（桑原由気）、瓶割刀（高野麻里佳）、狐ヶ崎為次（谷口夢奈）、三十二年式軍刀甲（鬼頭明里） | 「GO DIVE!」                                                                                                  | ゲーム『天華百剣 -斬-』関連曲                                              |
| 2019年4月24日  | 私に天使が舞い降りた！ BD・DVD第2巻特典CD                                                      | わたてん☆5 | 「GO!GO!GO!」                                                                                                 | テレビアニメ『私に天使が舞い降りた！』関連曲                               |
| 2019年5月29日  | ひとりぼっちのモノローグ                                                                       | 一里ぼっち（森下千咲）、砂尾なこ（田中美海）、本庄アル（鬼頭明里）、ソトカ・ラキター（黒瀬ゆうこ） | 「ひとりぼっちのモノローグ」                                                                                  | テレビアニメ『ひとりぼっちの○○生活』オープニングテーマ                     |
| 2019年5月29日  | ひとりぼっちのモノローグ                                                                       | 本庄アル（鬼頭明里） | 「まけるなアル かがやけアル」                                                                                 | テレビアニメ『ひとりぼっちの○○生活』挿入歌                                 |
| 2019年5月29日  | ね、いっしょにかえろ。                                                                         | 一里ぼっち（森下千咲）、砂尾なこ（田中美海）、本庄アル（鬼頭明里）、ソトカ・ラキター（黒瀬ゆうこ） | 「爆笑ぼっち塾 校歌」                                                                                         | テレビアニメ『ひとりぼっちの○○生活』エンディングテーマ                     |
| 2019年7月24日  | Don't think,スマイル!!                                                                         | KiRaRe | 「Don't think,スマイル!!」                                                                                    | テレビアニメ『Re:ステージ！ ドリームデイズ♪』オープニングテーマ            |
| 2019年7月24日  | Don't think,スマイル!!                                                                         | KiRaRe | 「憧れFuture Sign (Piano Strings Arrange)」                                                                   | テレビアニメ『Re:ステージ！ ドリームデイズ♪』関連曲                        |
| 2019年8月7日   | 町かどタンジェント/よいまちカンターレ                                                          | shami momo | 「町かどタンジェント」                                                                                        | テレビアニメ『まちカドまぞく』オープニングテーマ                           |
| 2019年8月7日   | 町かどタンジェント/よいまちカンターレ                                                          | コーロまちカド | 「よいまちカンターレ」                                                                                        | テレビアニメ『まちカドまぞく』エンディングテーマ                           |
| 2019年8月21日  | Blooming,Blooming!/ロケット                                                                    | 月坂紗由（鬼頭明里） | 「ロケット」                                                                                                  | テレビアニメ『Re:ステージ！ ドリームデイズ♪』関連曲                        |
| 2019年8月23日  | ひとりぼっちの○○生活 BD・DVD第2巻特典CD                                                        | 本庄アル（鬼頭明里） | 「ひとりぼっちのモノローグ」                                                                                  | テレビアニメ『ひとりぼっちの○○生活』関連曲                                 |
| 2019年10月2日  | DRe:AMER                                                                                       | KiRaRe | 「キラメキFuture」 「OvertuRe:」                                                                              | テレビアニメ『Re:ステージ！ ドリームデイズ♪』挿入歌                        |
| 2019年10月2日  | DRe:AMER KiRaRe盤 きゃにめ特典CD                                                               | 式宮舞菜（牧野天音）、月坂紗由（鬼頭明里） | 「ミライKeyノート」                                                                                           | テレビアニメ『Re:ステージ！ ドリームデイズ♪』挿入歌                        |
| 2019年10月2日  | Re:ステージ！ ドリームデイズ♪ BD・DVD第1巻 きゃにめ特典CD                                      | KiRaRe | 「宣誓センセーション -4sk Remix-」 「ハッピータイフーン -DJ WILDPARTY Remix-」                                | テレビアニメ『Re:ステージ！ ドリームデイズ♪』関連曲                        |
| 2019年10月23日 | Re:ステージ！ ドリームデイズ♪ BD・DVD第2巻 きゃにめ特典CD                                      | KiRaRe | 「Startin' My Re:STAGE!! -KO3 Remix-」 「Don't think,スマイル!! -PSYQUI Remix-」                              | テレビアニメ『Re:ステージ！ ドリームデイズ♪』関連曲                        |
| 2019年11月27日 | 華やぐ夢幻の少女たち                                                                           | 博麗霊夢（鬼頭明里）、霧雨魔理沙（飯沼南実） | 「華やぐ夢幻の少女たち」                                                                                      | ゲーム『東方キャノンボール』主題歌                                         |
| 2019年12月18日 | SSSS.GRIDMAN BEST ALBUM                                                                        | なみこ（三森すずこ）、はっす（鬼頭明里） | 「Oh! My Hero!」                                                                                              | テレビアニメ『SSSS.GRIDMAN』関連曲                                         |
| 2020年9月18日  | 私に天使が舞い降りた！ コミックス第8巻特装版特典CD                                             | わたてん☆5 | 「無限大ハピネス COMICver.」                                                                                  | テレビアニメ『私に天使が舞い降りた！』関連曲                               |
| 2020年9月30日  | Forging                                                                                        | アイカ（鬼頭明里） | 「Forging」                                                                                                   | ゲーム『神撃のバハムート』関連曲                                           |
| 2020年10月3日  | 恋のうた（feat.由崎司）                                                                        | Yunomi feat.由崎司（鬼頭明里） | 「恋のうた」                                                                                                  | テレビアニメ『トニカクカワイイ』オープニングテーマ                         |
| 2020年10月28日 | 君に会えた日                                                                                   | 安達（鬼頭明里）としまむら（伊藤美来） | 「君に会えた日」                                                                                              | テレビアニメ『安達としまむら』オープニングテーマ                           |
| 2020年10月28日 | 君に会えた日                                                                                   | 安達（鬼頭明里）としまむら（伊藤美来） | 「メリーゴーランド」                                                                                          | テレビアニメ『安達としまむら』挿入歌                                       |
| 2020年11月25日 | デリシャス・スマイル！                                                                         | わたてん☆5 | 「デリシャス・スマイル！」 「無限大ハピネス」 「スイーツスイーツパーティー！」 「スペシャルコーディネート！」 | テレビアニメ『私に天使が舞い降りた！』関連曲                               |
| 2020年11月25日 | デリシャス・スマイル！                                                                         | 姫坂乃愛（鬼頭明里） | 「参上！小悪魔エンジェル」                                                                                    | テレビアニメ『私に天使が舞い降りた！』関連曲                               |
| 2020年12月16日 | Chain of Dream                                                                                 | KiRaRe | 「We Remember」                                                                                               | 『Re:ステージ！』関連曲                                                    |
| 2021年3月17日  | Re:STAGE! THE BEST                                                                             | Re:STAGE! ALL IDOL | 「私たち、四季を遊ぶんです!!」                                                                                | 『Re:ステージ！』関連曲                                                    |
| 2021年3月24日  | Warnder World -ワンダーワールド-                                                               | 川崎ツバサ（鬼頭明里） | 「fate or future」                                                                                            | ラジオドラマ『Warnder World -ワンダーワールド- 』エンディングテーマ        |
| 2021年3月31日  | ウマ娘 プリティーダービー Season 2 ANIMATION DERBY Season 2 vol.3 Original Sound Track         | ミホノブルボン（長谷川育美）、セイウンスカイ（鬼頭明里）、アグネスタキオン（上坂すみれ）、テイエムオペラオー（徳井青空）、エアシャカール（津田美波）、ゴールドシップ（上田瞳）、ナリタタイシン（渡部恵子） | 「Enjoy and Join」                                                                                            | OVA『ウマ娘 プリティーダービー』エンディングテーマ                         |
| 2021年3月31日  | ウマ娘 プリティーダービー Season 2 ANIMATION DERBY Season 2 vol.3 Original Sound Track         | スペシャルウィーク（和氣あず未）、サイレンススズカ（高野麻里佳）、トウカイテイオー（Machico）、ウオッカ（大橋彩香）、ダイワスカーレット（木村千咲）、ゴールドシップ（上田瞳）、メジロマックイーン（大西沙織）、シンボリルドルフ（田所あずさ）、ナイスネイチャ（前田佳織里）、ツインターボ（花井美春）、イクノディクタス（田澤茉純）、マチカネタンホイザ（遠野ひかる）、メジロパーマー（のぐちゆり）、ダイタクヘリオス（山根綺）、ミホノブルボン（長谷川育美）、ライスシャワー（石見舞菜香）、ビワハヤヒデ（近藤唯）、ナリタタイシン（渡部恵子）、ウイニングチケット （渡部優衣）、キタサンブラック（矢野妃菜喜）、サトノダイヤモンド（立花日菜）、マルゼンスキー（Lynn）、マヤノトップガン（星谷美緒）、ヒシアケボノ（松嵜麗）、エアグルーヴ（青木瑠璃子）、マチカネフクキタル（新田ひより）、メイショウドトウ（和多田美咲）、セイウンスカイ（鬼頭明里）、グラスワンダー（前田玲奈）、エルコンドルパサー（髙橋ミナミ）、サクラバクシンオー（三澤紗千香）、メジロライアン（土師亜文）、メジロドーベル（久保田ひかり）、ナリタブライアン（衣川里佳） | 「うまぴょい伝説（TV Size）」                                                                                 | テレビアニメ『ウマ娘 プリティーダービー Season 2』エンディングテーマ       |
| 2021年6月16日  | うまよん ミニアルバム                                                                          | スペシャルウィーク（和氣あず未）、グラスワンダー（前田玲奈）、エルコンドルパサー（髙橋ミナミ）、セイウンスカイ（鬼頭明里）、キングヘイロー（佐伯伊織） | 「ぴょいっと♪はれるや！」                                                                                     | テレビアニメ『うまよん』主題歌                                             |
| 2021年6月16日  | 超常恋現象                                                                                     | ミステリーキッス | 「波間にKISS（インディーズver.）」                                                                            | テレビアニメ『オッドタクシー』挿入歌                                       |
| 2021年6月16日  | 超常恋現象                                                                                     | 三矢ユキ（鬼頭明里） | 「波間にKISS」                                                                                                | テレビアニメ『オッドタクシー』関連曲                                       |
| 2021年7月29日  | ああ人生に涙あり                                                                               | 巴（佐倉綾音）、澪（鬼頭明里） | 「ああ人生に涙あり」                                                                                          | テレビアニメ『月が導く異世界道中』エンディングテーマ                       |
| 2021年8月25日  | 「マギアレコード魔法少女まどか☆マギカ外伝」Music Collection 2                                  | ネオマギウス | 「イデオロギー」                                                                                              | ゲーム『マギアレコード 魔法少女まどか☆マギカ外伝』関連曲                   |
| 2021年8月28日  | 3rd EVENT WINNING DREAM STAGE Solo Vocal Tracks Vol.1                                          | セイウンスカイ（鬼頭明里） | 「winning the soul（Game Size）」                                                                             | ゲーム『ウマ娘 プリティーダービー』関連曲                                  |
| 2021年11月17日 | 走れ！「バトルアスリーテス大運動会 ReSTART!」究極のキャラソンアルバム                          | リディア・ガートランド（鬼頭明里） | 「リディア・イズム」                                                                                          | テレビアニメ『バトルアスリーテス大運動会 ReSTART!』関連曲                  |
| 2022年2月9日   | ウマ娘 プリティーダービー WINNING LIVE 03                                                      | スペシャルウィーク（和氣あず未）、トウカイテイオー（Machico）、ナリタブライアン（衣川里佳）、シンボリルドルフ（田所あずさ）、セイウンスカイ（鬼頭明里）、アグネスタキオン（上坂すみれ）、マチカネフクキタル（新田ひより）、ミスターシービー（天海由梨奈） | 「winning the soul」                                                                                          | ゲーム『ウマ娘 プリティーダービー』関連曲                                  |
| 2022年2月23日  | 劇場版 DEEMO サクラノオト -あなたの奏でた音が、今も響く- オリジナルサウンドトラック            | サニア（鬼頭明里）、ロザリア（佐倉綾音） | 「春の空へと」                                                                                                | 劇場版『DEEMO サクラノオト -あなたの奏でた音が、今も響く-』挿入歌          |
| 2022年4月20日  | ときめきランデヴー/宵加減テトラゴン                                                            | shami momo | 「ときめきランデヴー」                                                                                        | テレビアニメ『まちカドまぞく 2丁目』オープニングテーマ                     |
| 2022年4月20日  | ときめきランデヴー/宵加減テトラゴン                                                            | コーロまちカド | 「宵加減テトラゴン」                                                                                          | テレビアニメ『まちカドまぞく 2丁目』エンディングテーマ                     |
| 2022年4月27日  | 明日ちゃんのセーラー服 BD / DVD 第1巻完全生産限定版特典CD                                      | 蠟梅学園中等部1年3組 | 「はじまりのセツナ」                                                                                          | テレビアニメ『明日ちゃんのセーラー服』オープニングテーマ                   |
| 2022年5月18日  | ちぐはぐメロディ                                                                               | 式宮舞菜（牧野天音）、月坂紗由（鬼頭明里）、岬珊瑚（田中あいみ） | 「ちぐはぐメロディ」                                                                                          | 『Re:ステージ！』関連曲                                                    |
| 2022年5月26日  | おのれにはなむけ                                                                               | 明烏イザネ（鬼頭明里） | 「おのれにはなむけ」                                                                                          | ゲーム『冤罪執行遊戯ユルキル』エンディングテーマ                           |
| 2022年7月6日   | Tin Toy Melody                                                                                 | シャノワール | 「Tin Toy Melody」                                                                                            | テレビアニメ『プリマドール』オープニングテーマ                             |
| 2022年7月6日   | Tin Toy Melody                                                                                 | シャノワール | 「機械仕掛けの賛歌」                                                                                          | テレビアニメ『プリマドール』関連曲                                         |
| 2022年7月6日   | SHOW UP                                                                                        | シャノワール | 「夢咲＊ハレ舞台」                                                                                            | テレビアニメ『プリマドール』関連曲                                         |
| 2022年7月6日   | SHOW UP                                                                                        | 灰桜（和氣あず未）、レーツェル（鬼頭明里） | 「雨の迷い猫」                                                                                                | テレビアニメ『プリマドール』関連曲                                         |
| 2022年7月27日  | ブレンド・S Blu-ray Disc BOX 特典CD                                                            | ブレンド・A | 「ブレンド・プラス」                                                                                          | テレビアニメ『ブレンド・S』関連曲                                          |
| 2022年8月5日   | Ideal/Idol                                                                                     | KiRaRe | 「Ideal/Idol」                                                                                                | 『Re:ステージ！』関連曲                                                    |
| 2022年9月21日  | プリマドール キャラクターソングアルバム ON STAGE                                               | シャノワール | 「想歌灯」 | テレビアニメ『プリマドール』関連曲                                         |
| 2022年10月4日  | ウマ娘 プリティーダービー Solo Vocal Tracks Vol.5 －4th EVENT SPECIAL DREAMERS!! EXTRA STAGE－ | セイウンスカイ（鬼頭明里） | 「We are DREAMERS!!（Game Size）」 「笑顔の宝物 -Beyond The Future!-（Game Size）」                           | ゲーム『ウマ娘 プリティーダービー』関連曲                                  |
| 2022年10月12日 | 私に天使が舞い降りた！ プレシャス・フレンズ サウンド・コレクション                             | わたてん☆5 | 「プレシャス・フレンズ！」                                                                                    | 劇場アニメ『私に天使が舞い降りた! プレシャス・フレンズ』オープニングテーマ |
| 2022年10月12日 | 私に天使が舞い降りた！ プレシャス・フレンズ サウンド・コレクション                             | わたてん☆5 | 「ずっと…ずっと…」                                                                                            | 劇場アニメ『私に天使が舞い降りた! プレシャス・フレンズ』エンディングテーマ |
| 2022年10月12日 | 私に天使が舞い降りた！ プレシャス・フレンズ サウンド・コレクション                             | 星野ひなた（長江里加）、姫坂乃愛（鬼頭明里） | 「みんなでいただきます！」                                                                                    | 劇場アニメ『私に天使が舞い降りた! プレシャス・フレンズ』関連曲             |
| 2023年2月22日  | プリマドール BD 第5巻初回限定版特典CD                                                          | レーツェル（鬼頭明里） | 「星屑」 | テレビアニメ『プリマドール』関連曲                                         |
| 2023年3月8日   | 最強陰陽師の異世界転生記 キャラクターソングミニアルバム                                        | イーファ（和氣あず未）、アミュ（稗田寧々）、メイベル（鬼頭明里） | 「リンク」 | テレビアニメ『最強陰陽師の異世界転生記』エンディングテーマ                 |
| 2023年3月8日   | 最強陰陽師の異世界転生記 キャラクターソングミニアルバム                                        | イーファ（和氣あず未）、アミュ（稗田寧々）、メイベル（鬼頭明里） | 「Fortunate Magic」                                                                                           | テレビアニメ『最強陰陽師の異世界転生記』関連曲                             |
| 2023年3月8日   | 最強陰陽師の異世界転生記 キャラクターソングミニアルバム                                        | メイベル（鬼頭明里） | 「月影シャレード」 「Fortunate Magic」                                                                        | テレビアニメ『最強陰陽師の異世界転生記』関連曲                             |
| 2023年3月8日   | 最強陰陽師の異世界転生記 キャラクターソングミニアルバム                                        | メイベル（鬼頭明里） | 「リンク」 | テレビアニメ『最強陰陽師の異世界転生記』エンディングテーマ                 |
| 2023年3月29日  | アニメ『うまゆる』アルバム                                                                     | スペシャルウィーク（和氣あず未）、サイレンススズカ（高野麻里佳）、トウカイテイオー（Machico）、マルゼンスキー（Lynn）、オグリキャップ（高柳知葉）、ゴールドシップ（上田瞳）、ウオッカ（大橋彩香）、ダイワスカーレット（木村千咲）、グラスワンダー（前田玲奈）、メジロマックイーン（大西沙織）、エルコンドルパサー（髙橋ミナミ）、テイエムオペラオー（徳井青空）、シンボリルドルフ（田所あずさ）、エアグルーヴ（青木瑠璃子）、アグネスデジタル（鈴木みのり）、セイウンスカイ（鬼頭明里）、ファインモーション（橋本ちなみ）、マヤノトップガン（星谷美緒）、ユキノビジン（山本希望）、アグネスタキオン（上坂すみれ）、イナリワン（井上遥乃）、ウイニングチケット（渡部優衣）、エアシャカール（津田美波）、トーセンジョーダン（鈴木絵理）、ナカヤマフェスタ（下地紫野）、ナリタタイシン（渡部恵子）、ハルウララ（首藤志奈）、マチカネフクキタル（新田ひより）、メイショウドトウ（和多田美咲）、キングヘイロー（佐伯伊織）、マチカネタンホイザ（遠野ひかる）、ダイタクヘリオス（山根綺）、ツインターボ（花井美春）、シリウスシンボリ（ファイルーズあい）、ツルマルツヨシ（青山吉能）、シンボリクリスエス（春川芽生）、タニノギムレット（松岡美里）、ハッピーミーク（吉咲みゆ） | 「うまぴょい伝説（Game Size）」                                                                               | Webアニメ『うまゆる』エンディングテーマ                                    |
| 2023年3月29日  | プリマドール BD 第6巻初回限定版特典CD                                                          | シャノワール | 「Little Busters!」                                                                                           | テレビアニメ『プリマドール』関連曲                                         |
| 2023年4月7日   | 刹那の誓い（feat. 由崎司）                                                                     | Neko Hacker feat.由崎司（鬼頭明里） | 「刹那の誓い（feat. 由崎司）」                                                                                | テレビアニメ『トニカクカワイイ』オープニングテーマ                         |
| 2023年4月7日   | 夜のかたすみ                                                                                   | 由崎司（鬼頭明里） | 「夜のかたすみ」                                                                                              | テレビアニメ『トニカクカワイイ』エンディングテーマ                         |
| 2023年4月7日   | Tsukasa's♪Kitchen                                                                              | 由崎司（鬼頭明里） | 「Tsukasa's♪Kitchen」                                                                                         | テレビアニメ『トニカクカワイイ』関連曲                                     |
| 2023年4月26日  | 神無き世界のカミサマ活動 EDテーマ Steppin' Up Life!                                            | ミタマ（鬼頭明里） | 「Steppin' Up Life!」                                                                                         | テレビアニメ『神無き世界のカミサマ活動』エンディングテーマ                 |
| 2023年4月26日  | 神無き世界のカミサマ活動 EDテーマ Steppin' Up Life!                                            | ミタマ（鬼頭明里） | 「TOGETHER!!」                                                                                                | テレビアニメ『神無き世界のカミサマ活動』関連曲                             |
| 2023年5月1日   | Ulalalalalala-革命の合図- prod. ヒゲドライバー                                                 | ニール（鬼頭明里） | 「Ulalalalalala-革命の合図- prod. ヒゲドライバー」                                                            | ゲーム『Echocalypse -緋紅の神約-』主題歌                                   |
| 2023年6月5日   | パチスロ 真天下布武 オリジナルサウンドトラック                                                 | ねね（鬼頭明里） | 「真天下奪取 〜真天下DASH〜 （feat.鬼頭明里）」 「天の先 〜天下ボーナス〜 （feat.鬼頭明里）」                 | パチスロ『真天下布武』関連曲                                               |
| 2023年6月10日  | トワツガイ Original Soundtrack                                                                 | カラス（近藤玲奈）、ハクチョウ（立花理香）、エナガ（立花日菜）、スズメ（高橋李依）、フクロウ（小泉萌香）、フラミンゴ（和氣あず未）、ツル（上田麗奈）、ハチドリ（富田美憂）、モズ（鬼頭明里）、ツバメ（日向未南） | 「トワノユメ」                                                                                                | ゲーム『トワツガイ』関連曲                                                 |
| 2023年6月14日  | 金剛石ヒューマン                                                                               | ミステリーキッス | 「金剛石ヒューマン」                                                                                          | 舞台『オッドタクシー 金剛石は傷つかない』関連曲                            |
| 2023年6月14日  | 金剛石ヒューマン                                                                               | 三矢ユキ（鬼頭明里） | 「金剛石ヒューマン（三矢ユキ ソロver.）」                                                                     | 舞台『オッドタクシー 金剛石は傷つかない』関連曲                            |
| 2023年7月7日   | キル×キラ×killer★                                                                              | キル×ユア×アイドル | 「キル×キラ×killer★」                                                                                         | 『モンソニ！』関連曲                                                       |
| 2023年7月12日  | ぐるぐるライブ                                                                                 | 由崎司（鬼頭明里） | 「ぐるぐるライブ」                                                                                            | アニメ『トニカクカワイイ 女子高編』エンディングテーマ                      |
| 2023年9月16日  | ウマ娘 プリティーダービー Solo Vocal Tracks Vol.7 5th EVENT ARENA TOUR GO BEYOND -GAZE-        | セイウンスカイ（鬼頭明里） | 「Gaze on Me!（Game Size）」 「Ms. VICTORIA（Game Size）」 「DRAMATIC JOURNEY（Game Size）」                  | ゲーム『ウマ娘 プリティーダービー』関連曲                                  |
| 2023年10月14日 | 来い！濃い恋                                                                                   | 八尋寧々（鬼頭明里）、もっけ（吉田有里、森永千才、金澤まい） | 「来い！濃い恋」                                                                                              | テレビアニメ『放課後少年花子くん』エンディングテーマ                       |
| 2024年3月6日   | 『魔都精兵のスレイブ』キャラクターソングミニアルバム 01 「嵐を駆けよ波乱の鬣よ」               | 魔防隊七番組 | 「嵐を駆けよ波乱の鬣よ」                                                                                      | テレビアニメ『魔都精兵のスレイブ』関連曲                                   |
| 2024年3月6日   | 『魔都精兵のスレイブ』キャラクターソングミニアルバム 01 「嵐を駆けよ波乱の鬣よ」               | 羽前京香（鬼頭明里） | 「心身無双の剣になれ」                                                                                        | テレビアニメ『魔都精兵のスレイブ』関連曲                                   |
| 2024年4月1日   | 「Re:ステージ！プリズムステップ」コンセプトアルバム Refrain                                    | KiRaRe | 「Dramatic Echoes」                                                                                           | 『Re:ステージ！』関連曲                                                    |
| 2024年6月26日  | 見失う自分の声を探して                                                                         | 日高メイ（鬼頭明里） | 「空の下の天気予報」                                                                                          | ゲーム『De:Lithe Last Memories』関連曲                                     |
| 2024年7月12日  | なんものいいじゃん                                                                             | なんものオールスターズ | 「なんものいいじゃん」                                                                                        | 『なんでもいきもの』関連曲                                                 |
| 2024年7月17日  | 罪と罰                                                                                         | ツバメ（日向未南）、モズ（鬼頭明里） | 「罪と罰」 | ゲーム『トワツガイ』関連曲                                                 |
| 2024年8月28日  | Watch Me/逢い合い傘                                                                            | 天乃リリサ（前田佳織里）、橘美花莉（鬼頭明里） | 「Watch Me」                                                                                                  | テレビアニメ『2.5次元の誘惑』エンディングテーマ                            |
| 2024年8月28日  | Watch Me/逢い合い傘                                                                            | 天乃リリサ（前田佳織里）、橘美花莉（鬼頭明里） | 「逢い合い傘」                                                                                                | テレビアニメ『2.5次元の誘惑』関連曲                                        |
| 2024年9月25日  | プリンセスコネクト！Re:Dive PRICONNE CHARACTER SONG 41                                         | ミソラ（鬼頭明里） | 「Ai-愛 逃避行★」                                                                                             | ゲーム『プリンセスコネクト！Re:Dive』挿入歌                                |
| 2024年12月18日 | Release Sigh                                                                                   | 天乃リリサ（前田佳織里）、橘美花莉（鬼頭明里）、ノノア（鈴代紗弓）、喜咲アリア（渡部紗弓） | 「Release Sigh」                                                                                              | テレビアニメ『2.5次元の誘惑』エンディングテーマ                            |
| 2024年12月18日 | Release Sigh                                                                                   | 橘美花莉（鬼頭明里） | 「Watch Me 美花莉ver.」                                                                                       | テレビアニメ『2.5次元の誘惑』関連曲                                        |
| 2025年2月12日  | 沖縄で好きになった子が方言すぎてツラすぎる Cover Songs                                         | ひーなー（鬼頭明里）、かーなー（ファイルーズあい） | 「島人ぬ宝」 「あなたに」 「Best Friend」                                                                     | アニメ『沖縄で好きになった子が方言すぎてツラすぎる』エンディングテーマ     |
| 2025年2月12日  | 沖縄で好きになった子が方言すぎてツラすぎる Cover Songs                                         | ひーなー（鬼頭明里） | 「島人ぬ宝」 「あなたに」 「Best Friend」                                                                     | アニメ『沖縄で好きになった子が方言すぎてツラすぎる』関連曲                 |
| 2025年3月17日  | ダンダダンダンシン！                                                                           | 堺ノ國バンド［Vo.猫又（鬼頭明里）］ | 「ダンダダンダンシン！」                                                                                      | ゲーム『ラグナドール 妖しき皇帝と終焉の夜叉姫』関連曲                      |
| 2025年4月9日   | キラキラ                                                                                       | 冴島まき（鬼頭明里） | 「キラキラ」                                                                                                  | 『M学園（仮）』関連曲                                                      |
| 2025年6月4日   | ウマ娘 プリティーダービー WINNING LIVE 27                                                      | オグリキャップ（高柳知葉）、ゴールドシップ（上田瞳）、メジロマックイーン（大西沙織）、セイウンスカイ（鬼頭明里）、タマモクロス（大空直美）、ビワハヤヒデ（近藤唯）、カレンチャン（篠原侑）、ヒシミラクル（春日さくら）、クロノジェネシス（真名瀬日和） | 「灰のmemoire」                                                                                               | Webアニメ『うまゆる ぷりてぃ〜ぐれい』エンディングテーマ                   |
| 2025年6月4日   | ウマ娘 プリティーダービー WINNING LIVE 27                                                      | ウマ娘 | 「うまぴょい伝説」                                                                                            | ゲーム『ウマ娘 プリティーダービー』関連曲                                  |
| 2025年6月11日  | M学園インストール！                                                                            | 栗田りん（立花日菜）、冴島まき（鬼頭明里） | 「好きなのバレバレ」                                                                                          | 『M学園（仮）』関連曲                                                      |
| 2025年6月11日  | M学園インストール！                                                                            | 冴島まき（鬼頭明里） | 「冴島まきは帰りたい。」                                                                                      | 『M学園（仮）』関連曲                                                      |
| 2025年6月11日  | M学園インストール！                                                                            | 栗田りん（立花日菜）、冴島まき（鬼頭明里）、宇田川ほまれ（富田美憂）、宇田川とまれ（羊宮妃那） | 「ゆめゆめスターライト」                                                                                      | 『M学園（仮）』関連曲                                                      |
| 2025年8月15日  | ムゲンカワイイ                                                                                 | 橘美花莉（鬼頭明里） | 「ムゲンカワイイ」                                                                                            | ゲーム『2.5次元の誘惑 天使たちのステージ』関連曲                           |

### その他参加作品
| 発売日         | 商品名                                  | 歌 | 楽曲                                        | 備考 |
| -------------- | --------------------------------------- | --- | ------------------------------------------- | --- |
| 2020年12月16日 | -                                       | 鬼頭明里 | 「OKBソング」                               | 『大垣共立銀行』CMソング                                                                                                  |
| 2022年9月21日  | CrosSing Collection vol.1               | 鬼頭明里 | 「怪物」                                    | 『CrosSing - Music＆Voice-』関連曲                                                                                        |
| 2023年4月26日  | CrosSing Collection vol.2               | 鬼頭明里 | 「Blue Velvet」                             | 『CrosSing - Music＆Voice-』関連曲                                                                                        |
| 2023年2月24日  | マンガ＝超ヴァイブル                    | 緒方恵美と鬼頭明里                                                                                              | 「マンガ＝超ヴァイブル」                    | ANCHORが作詞・作曲・編曲・プロデュースを担当。コミックシーモアのプレゼン型マンガ年表バラエティ番組『MANGA VIBLE』主題歌。 |
| 2025年2月19日  | 明日へ鳴らすリフレイン -P’s GR∞VE Ver.- | 石原夏織、内田真礼、鬼頭明里、久保ユリカ、DIALOGUE+、竹達彩奈、立花日菜、土岐隼一、花澤香菜、harmoe、三森すずこ | 「明日へ鳴らすリフレイン -P’s GR∞VE Ver.-」 | ライブイベント『P’s LIVE! 08 ～P’s GR∞VE～』テーマソング                                                                  |

## ライブ・イベント

### イベント
- AnimeJapan2016 ぽにきゃんブースステージ 2日目 ※Re:ステージ！のメンバーとして出演

### 合同ライブ
| 出演日         | タイトル                                                                 | 会場                                                   | 備考                 |
| -------------- | ------------------------------------------------------------------------ | ------------------------------------------------------ | -------------------- |
| 2017年7月1日   | ウマ娘 1st EVENT「Special Weekend!」                                     | 舞浜アンフィシアター（千葉県）                         | スペシャルゲスト出演 |
| 2018年8月24日  | Animelo Summer Live 2018 "OK!"                                           | さいたまスーパーアリーナ（埼玉県）                     |                      |
| 2018年10月14日 | ウマ娘 2nd EVENT『Sound Fanfare!』                                       | 幕張メッセ・イベントホール（千葉県）                   |                      |
| 2019年10月26日 | ANIMAX MUSIX 2019 KOBE supported by スカパー!                            | 神戸ワールド記念ホール（兵庫県）                       | シークレット出演     |
| 2021年2月6日   | わたてん☆5 1stワンマンライブ 『デリシャス・スマイル！』                  |                                                        | 無観客オンライン開催 |
| 2021年8月28日  | Animelo Summer Live 2021 -COLORS-                                        | さいたまスーパーアリーナ（埼玉県）                     |                      |
| 2022年2月12日  | オダイバ!!超次元音楽祭 -ヨコハマからハッピーバレンタインフェス2022- DAY1 | ぴあアリーナMM（神奈川県）                             |                      |
| 2022年3月7日   | ウマ娘 4th EVENT「SPECIAL DREAMERS!!」東京公演                           | 武蔵野の森総合スポーツプラザ・メインアリーナ（東京都） | ゲスト出演           |
| 2022年10月30日 | わたてん☆5 2ndワンマンライブ みんながプレシャス・フレンズっ!!            | 横須賀芸術劇場 大劇場（神奈川県）                      |                      |
| 2024年2月25日  | オダイバ!!超次元音楽祭 フユフェス2024 Day2                               | ぴあアリーナMM（神奈川県）                             |                      |
| 2025年3月8日   | P's LIVE! 08 ～P's GR∞VE～ DAY1                                          | LINE CUBE SHIBUYA（東京都）                            |                      |

## 書籍

### 雑誌連載
- あかりのありか（『声優パラダイスR』Vol.18 - 、秋田書店）[640]
- 鬼頭明里のきっとうまくいく（『声優グランプリ』2019年11月号 - 2023年2月号、主婦の友社）[641]
- あかりごと（『声優グランプリ』2023年7月号 - 、主婦の友社）[642]

### 写真集
- Love Route（2020年1月31日発売[643]、秋田書店、編集：声優パラダイスR編集部、ISBN 978-4-253-01101-3）
- my pace（2023年2月13日発売、主婦の友インフォス、ISBN 978-4-07-449154-4）[644]

### フォトブック
- Lumière（2021年12月8日発売、ぽにきゃんBOOKS、ISBN 978-4-86529-328-9）
- 鬼頭明里アニバーサリーフォトブック あかりのまま（2024年8月19日発売、東京ニュース通信社、ISBN 978-4-86701-874-3）[注 3]